# ロシアのウクライナ侵攻における戦争犯罪
本稿ではロシアのウクライナ侵攻における戦争犯罪（ロシアのウクライナしんこうにおけるせんそうはんざい、ウクライナ語:Воєнні злочини під час російсько-української війни、ロシア語:Военные преступления в период вторжения России на Украину）について述べる。2022年にロシアによるウクライナ侵攻が始まって以来、ロシア連邦軍と当局による民間人を対象とした多くの意図的な攻撃、民間人の虐殺(大量虐殺)、ウクライナ人女性と子供に対する拷問と強姦、生身及び遺体の切断、ウクライナ人捕虜の殺害、人口密集地での無差別攻撃が行われた。

## 解説

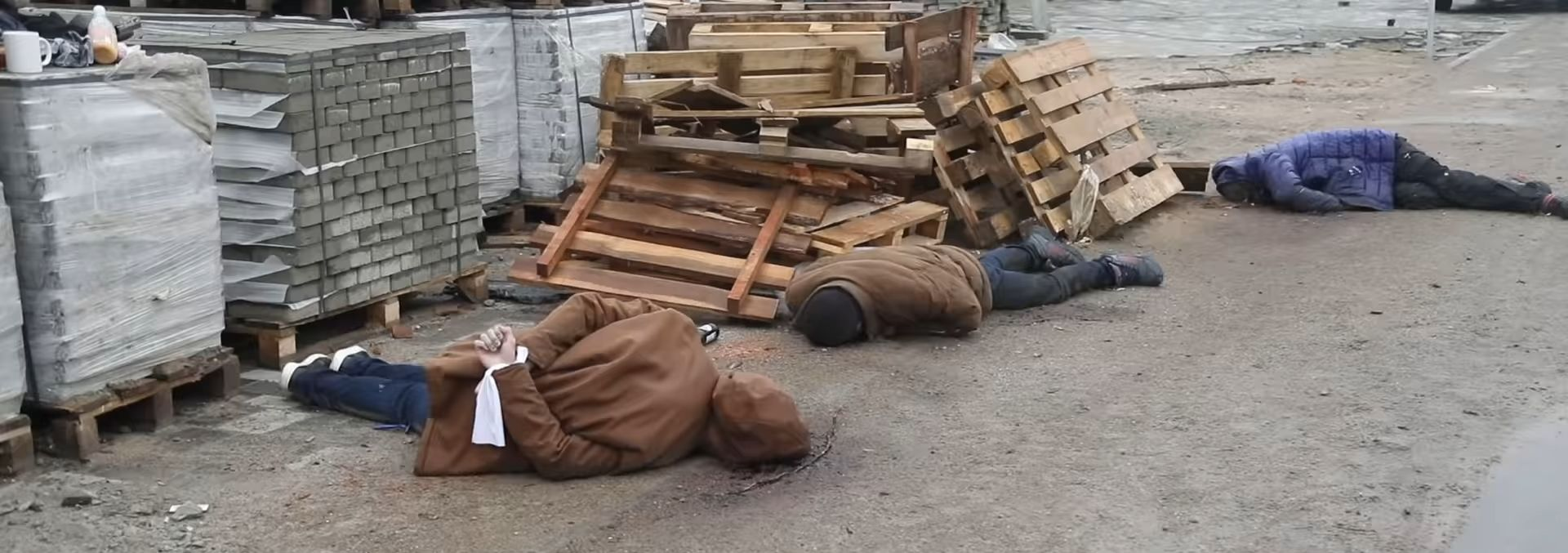
2022年4月3日、キーウ州ブチャの路上にロシア兵士に射殺された民間人の遺体が横たわっている。犠牲者の1人は後ろ手に縛られている(ブチャの虐殺)。

2023年3月2日に国際刑事裁判所(ICC)のカーン主任検察官は、2013 年11月21 日以降にウクライナで行われた戦争犯罪、人道に対する罪、または大量虐殺に関する過去および現在の申し立てに対する全面的な捜査を開始し、オンライン捜査を開始したと発表した。 また、国際刑事裁判所(ICC)は証拠を持った人々が捜査官との接触を開始できる方法を提供し、証拠の収集を開始するために捜査官、弁護士、その他の専門家からなるチームをウクライナに派遣した。 他の2つの独立した国際機関も、このウクライナにおける人権および国際人道法の違反を調査を開始した。1つ目のウクライナに関する独立国際調査委員会は、2022年3月4日に国連人権理事会によって設立された専門機関で、2つ目は国連人権高等弁務官事務所によって派遣されたウクライナの国連人権監視ミッションである。後者は2014年にあらゆる当事者による人権侵害の監視を開始し、60人近くの国連人権監視員を雇用している。2022年4月7日に国際連合はロシアを国連人権理事会から資格停止にした。10月下旬までに、ウクライナ検察庁は39,347件のロシア戦争犯罪容疑を文書化し、600人以上の容疑者を特定し、そのうち約80人に対して訴訟を開始したと発表した。
2023年3月17日に国際刑事裁判所(ICC)は、ウクライナ侵攻中の子供の誘拐という戦争犯罪への関与の疑いで、現ロシア連邦大統領(2代・4代)のウラジーミル・プーチンとロシア連邦児童権利委員会委員であるマリア・リヴォワ＝ベロワに対して逮捕状を発行した。

## ロシアによる禁止兵器の使用
ウクライナ政府によると、ロシア連邦軍は2022年2月24日から2023年12月までに化学兵器を465回使用したと主張した。

## 拉致と国外移送
国際刑事裁判所(ICC)は、ウクライナの民間人の拉致と国外追放を戦争犯罪として、子供の強制移送を大量虐殺の一形態として認めている。

### ウクライナの子供の拉致

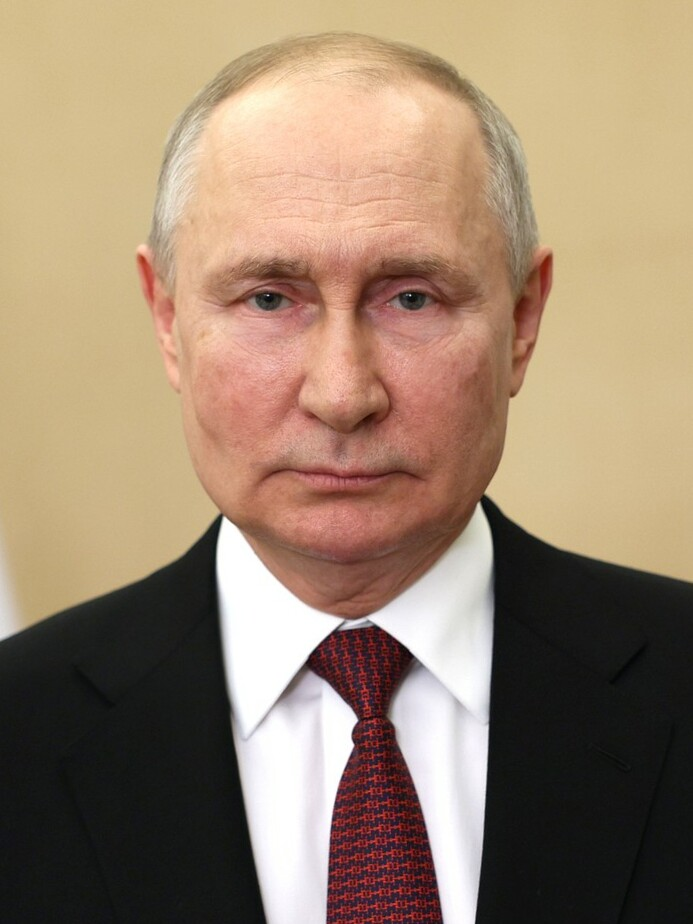
ウクライナ侵攻中の子供の誘拐という戦争犯罪への関与の疑いで国際刑事裁判所から指名手配されているロシア大統領のウラジミール・プーチン

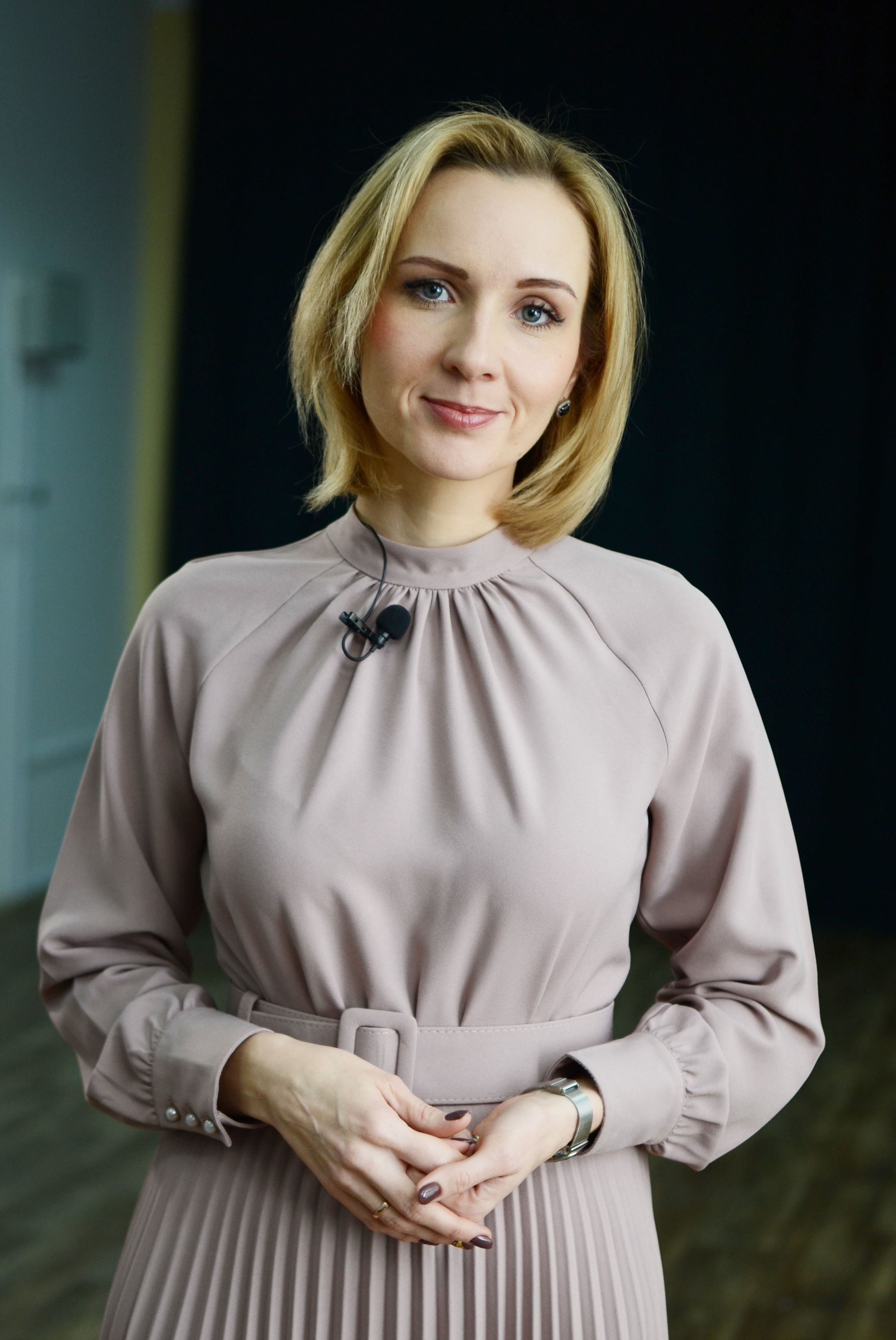
ウクライナ侵攻中の子供の誘拐という戦争犯罪への関与の疑いで国際刑事裁判所から指名手配されているロシア連邦児童権利委員会委員のマリア・リヴォワ＝ベロワ

ウクライナ当局によると、ロシア連邦軍はウクライナ侵攻から現在までの間に12万1000人以上のウクライナ人の子供を誘拐し、ロシア東部の州に強制移送した。一部の子供たちの両親はロシア連邦軍によって殺害された。ロシア連邦議会下院の国家院は、拉致したウクライナの子どもたちの「養子縁組」を正式なものとする法律を提案した。  ウクライナ外務省は「ウクライナの法律で定められた必要な手続きをすべて遵守せずに、ロシア国民がウクライナ人の子供を不法養子縁組するという露骨な脅威」があると述べた。 2022年6月1日にウクライナのウォロディミル・ゼレンスキー大統領は、孤児や家族と引き離された子供たちを含む20万人以上の子供たちをウクライナから強制移送したとロシアを非難した。これは「凶悪な戦争犯罪」であり「犯罪政策」であり、その目的は「人々を盗むだけでなく、追放者にウクライナのことを忘れさせて帰国できなくさせること」であると主張した。
ウクライナ当局者と２人の目撃者の証言よると、マリウポリの戦いの最中にロシア連邦軍は数千人の住民をウクライナからロシアに強制移送した 。 3月24日、ウクライナ外務省は、ロシア軍がマリウポリ住民の約6,000人を「人質」として強制移送し、ウクライナへの圧力を強めたと主張した。また、ロシア国防省によると、マリウポリの住民にはウクライナ支配地域に避難するかロシア支配地域に避難するか「自主的な選択」があり、3月20日までに約6万人のマリウポリ住民が「ロシアに避難」したと主張した。この主張に対しアメリカ合衆国に基盤を持つ国際的な人権NGOのヒューマン・ライツ・ウォッチはこれらの話を確認できなかったとしている。
キーウに所在地を置く在ウクライナ・アメリカ大使館は2,389人のウクライナ人の子供がロシアよってドネツクとルハンシクから不法に連れ去られ、ロシアに連れて行かれたとのウクライナ外務省の発表を引用した。
3月24日にウクライナの人権団体であるオンブズマンは、約8万4,000人の子供を含む40万2,000人以上のウクライナ人がロシアに強制移送されたと発表した。これに対してロシア国防省は、8万人以上の子供を含む38万4,000人以上がウクライナおよび自称共和国のドネツクとルハンシクからロシアに避難していると発表した。
戦争中に民間人などの保護された人々を追放することは、ジュネーブ条約の第49条によって禁止されている。 6月7日にヒューマン・ライツ・ウォッチの専門家ターニャ・ロクシナはこれを強調し、強制移送そのものが戦争犯罪であると繰り返し述べ、ロシアに拉致行為を中止するよう求めた。さらに、ヒューマン・ライツ・ウォッチとハリコフ人権保護グループは、マリウポリの劇場への爆撃を含む長時間の尋問で、難民がウクライナ軍関係者の戦争犯罪に関与するよう脅迫され、圧力をかけられている事例を報告した。
| 時期                   | 強制送還          | 情報源                   |
| ---------------------- | ----------------- | ------------------------ |
| 2月18日                | 90,000 (DNRとLNR) | ウクライナのオンブズマン |
| 2022年2月24日～3月24日 | 402,000           | ウクライナのオンブズマン |
| 2022年2月24日～4月11日 | 700,000           | ウクライナのオンブズマン |

### 恣意的拘留と強制失踪
国連人権高等弁務官事務所は、民間人の恣意的拘束と強制失踪が270件発生し、そのうち8人が後に死亡しているのが発見されたと報告した。ウクライナ国連人権監視団は、（ロシア軍の治安部隊とその関連武装勢力によって）キーウ、ルハンシク、ヘルソン、ザポリージャ地域でロシアの攻撃に反対の声を上げていた21人のジャーナリストと市民社会活動家の恣意的拘束と強制失踪の可能性を文書化したと報告した（21人のうち9人は釈放されたと伝えられている）。人権監視団はまた、ロシア軍とルハンシクとドネツク共和国の関連武装集団による、市長３人を含む公務員24人の逮捕と拘留を確認した。
国際人道法では、武力紛争における民間人の拘留は、民間人が個別に安全上の脅威をもたらす場合に限られており、戦争捕虜（PoW）の地位が疑わしいすべての拘留者は、その地位が決定されるまでジュネーブ条約に基づいて捕虜として扱われなければならない。ロシア軍が撤退する中、キーウ西では民間人の行方不明の報告が相次いでおり、その大半は男性だった。マカリウのある女性は記者団に対し、ロシア兵が彼女の義理の息子に銃を突き付けて自宅から連行するのを目撃し、それ以来息子の姿を見ていないと話した。Shptkyでも友人にガソリンを届けようとしていた別の男性が失踪しており、その後、焼き尽くされ弾丸で穴だらけになった男性の車両だけがウクライナ軍に発見された。
7月5日、人権理事会は民間人の恣意的拘束が「広範囲で」行われていると述べた。OHCHRはまた、侵攻開始以来、ウクライナ保安庁と国家警察が1000人以上の親ロシア支持者を逮捕しており、更にウクライナの法執行機関による強制失踪に相当する可能性が高いケースが12件あると報告した。
5月15日時点で強制失踪の被害者62人（男性44人、女性18人）がロシアとロシア関係の武装勢力によって解放されており、その大半はロシアとウクライナの間の「捕虜交換」で解放されている。OHCHRによると、ロシア軍がウクライナによるロシア人捕虜の釈放を拘束された民間人の解放条件とした場合、こうした交換は人質行為事件に該当する可能性があり、武力紛争においては戦争犯罪に相当するという。

### 濾過キャンプ
マリウポリからの避難者らは、民間人が避難するまで収容されていたとされるロシアの濾過キャンプでのロシア軍によるマリウポリからの避難者の扱いについて懸念を表明した。 ウクライナ当局は同様のキャンプを「現代の強制収容所」と呼んでいる。避難民の報告では、特にマリウポリの濾過キャンプで拷問や殺害があったという。これには、殴打、電気処刑、ビニール袋を頭からかぶせての窒息などが含まれる。
避難民は指紋を採取され、四方八方から写真を撮られ、携帯電話も検査された。 「ウクライナのナチス」の疑いをもたれた者は尋問のためにドネツクに連行された。避難民らは記者団に対し、キャンプには基本的な必需品が不足しており、キャンプを出る避難バスの多くはロシア行きだったと語った。
7月5日、OHCHRは、拷問や虐待のリスクが高い未知の場所に拘留されている可能性のある濾過プロセス中の人々の所在と処遇について懸念を表明した。

## 民間人への攻撃

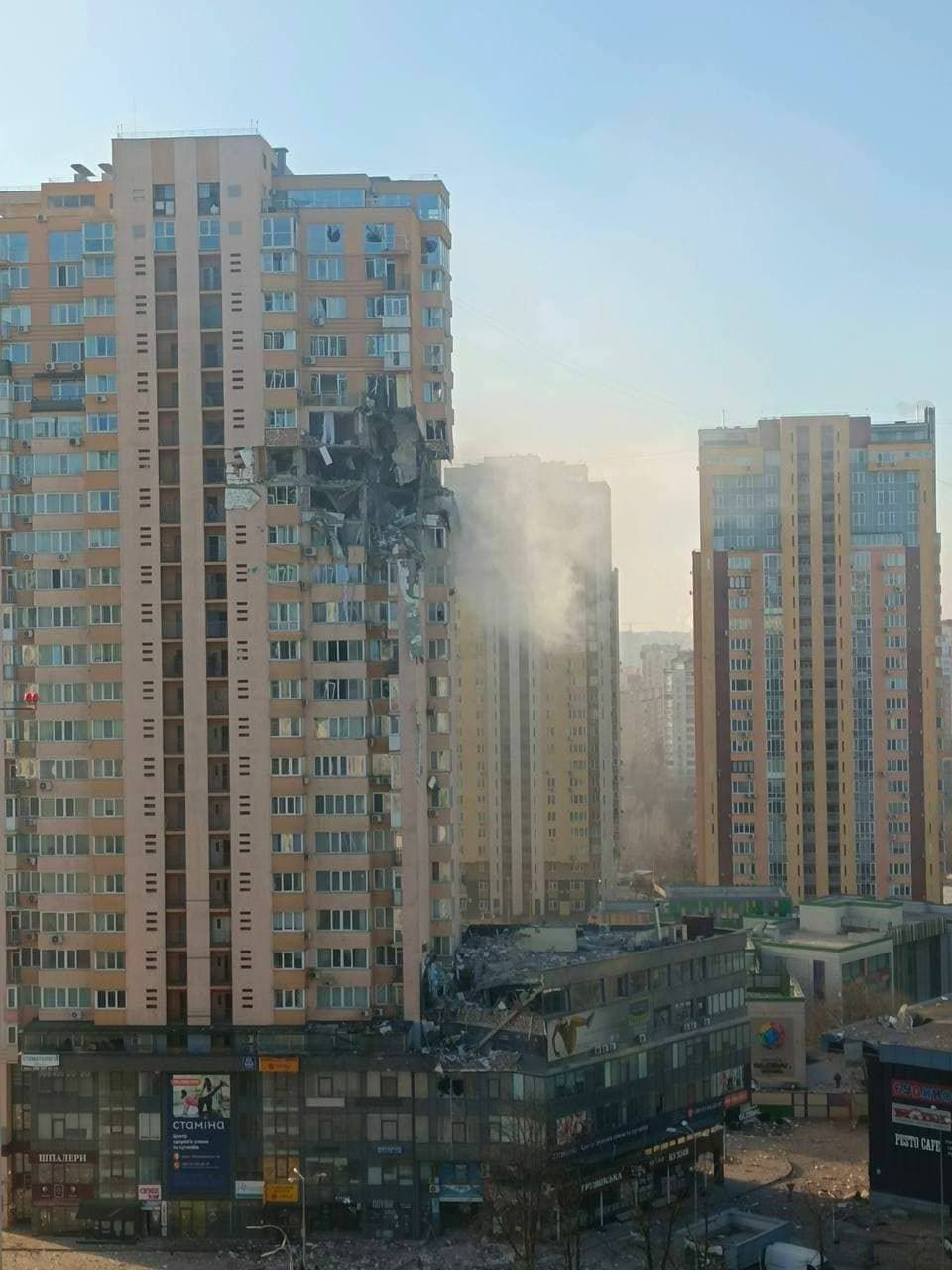
ロシア連邦軍のミサイル攻撃を受けたキーウ市内のマンション(2022年2月26日)

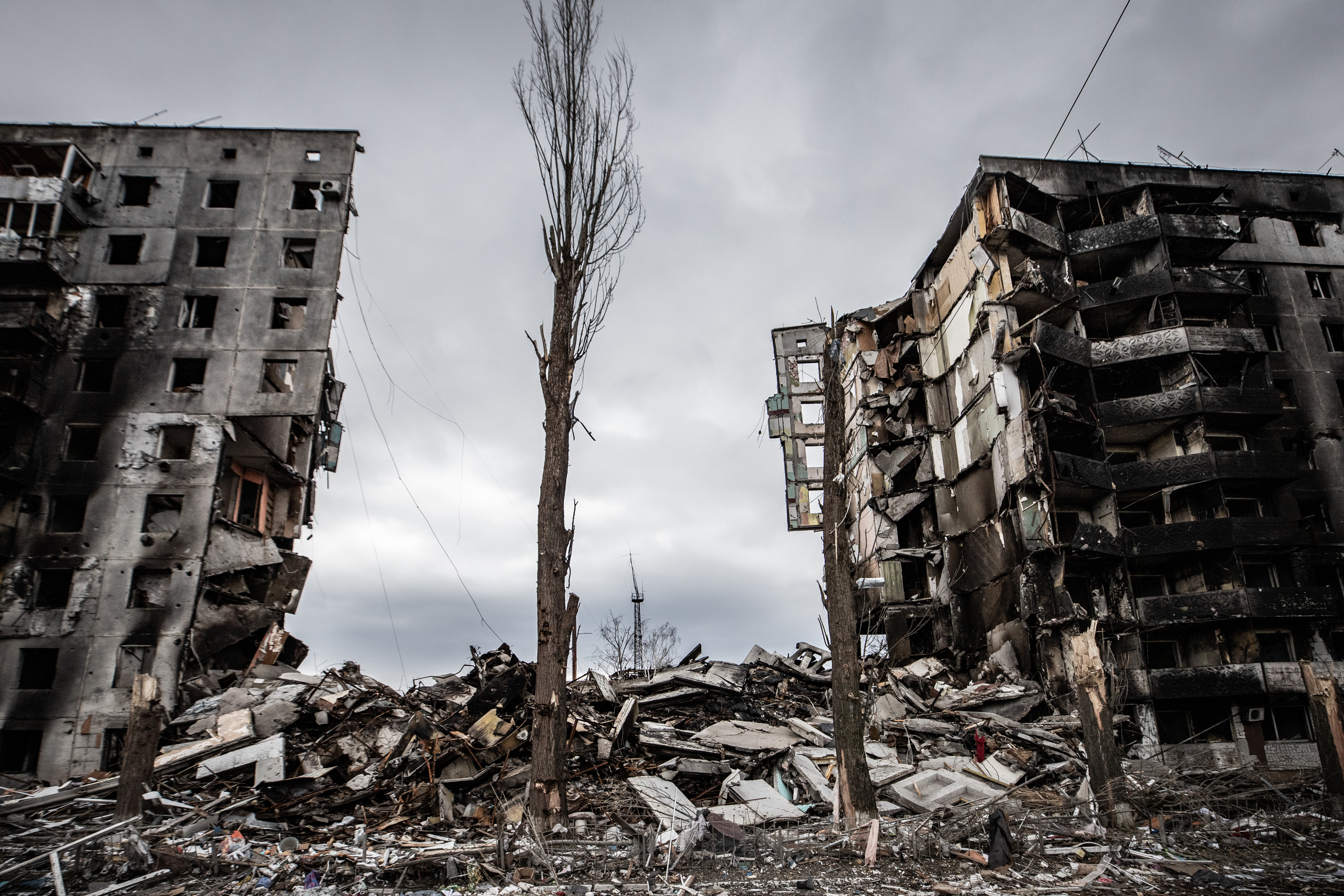
ロシア連邦軍のボロジャンカにより破壊された住宅建物(2022年3月)

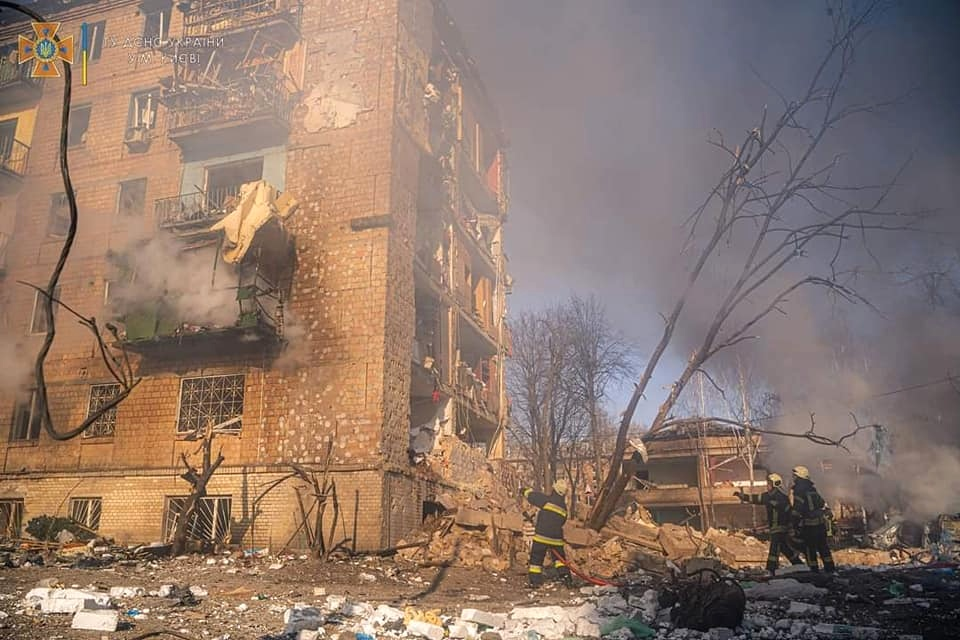
ポジリスキー地区におけるロシアのミサイル攻撃によって破壊された建物(2022年3月18日)

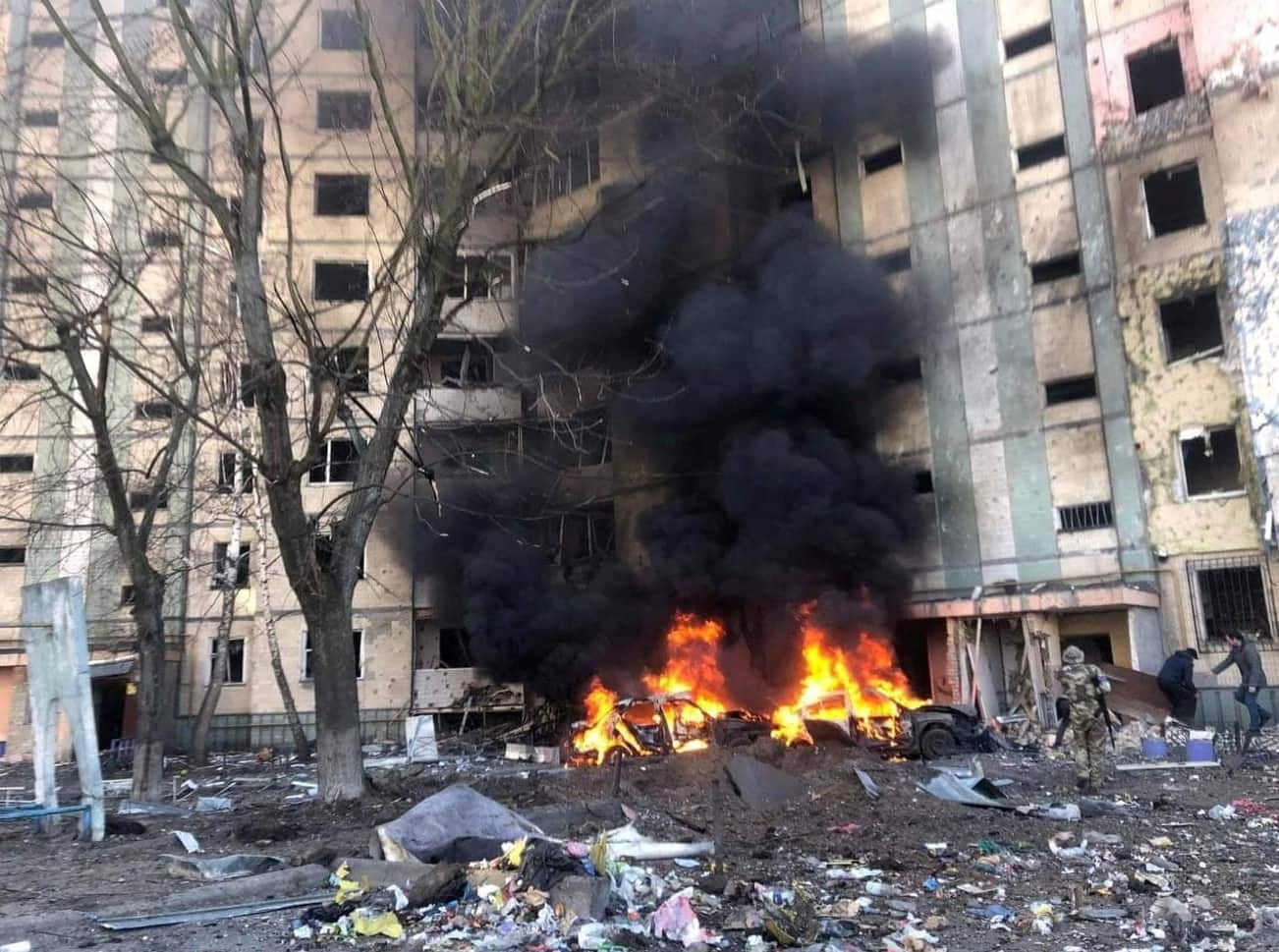
スヴャトシン地区で発生したロシアのミサイルの破片による火災(2022年3月20日)

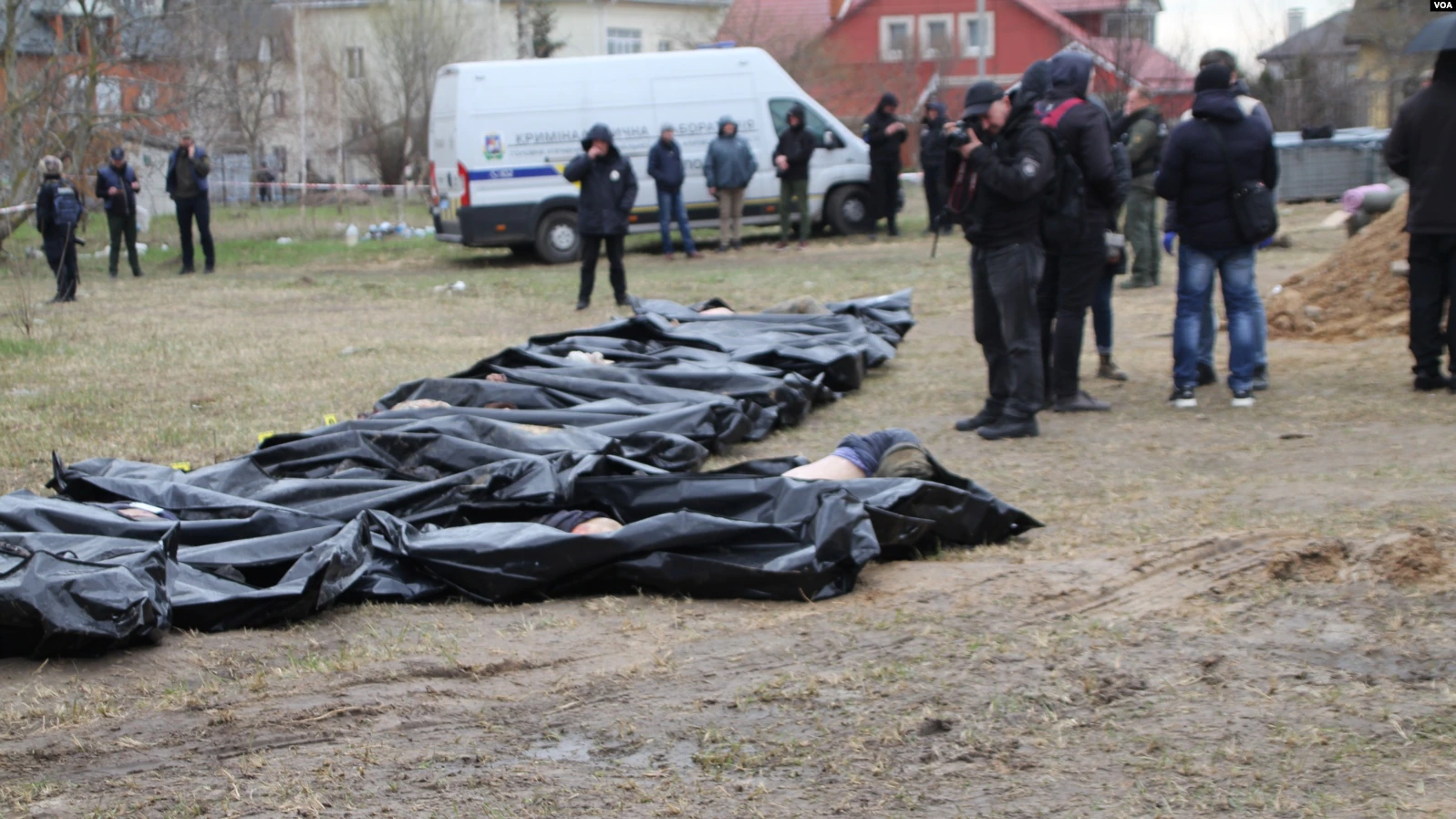
ブチャでの殺害された民間人の遺体(2022年4月)

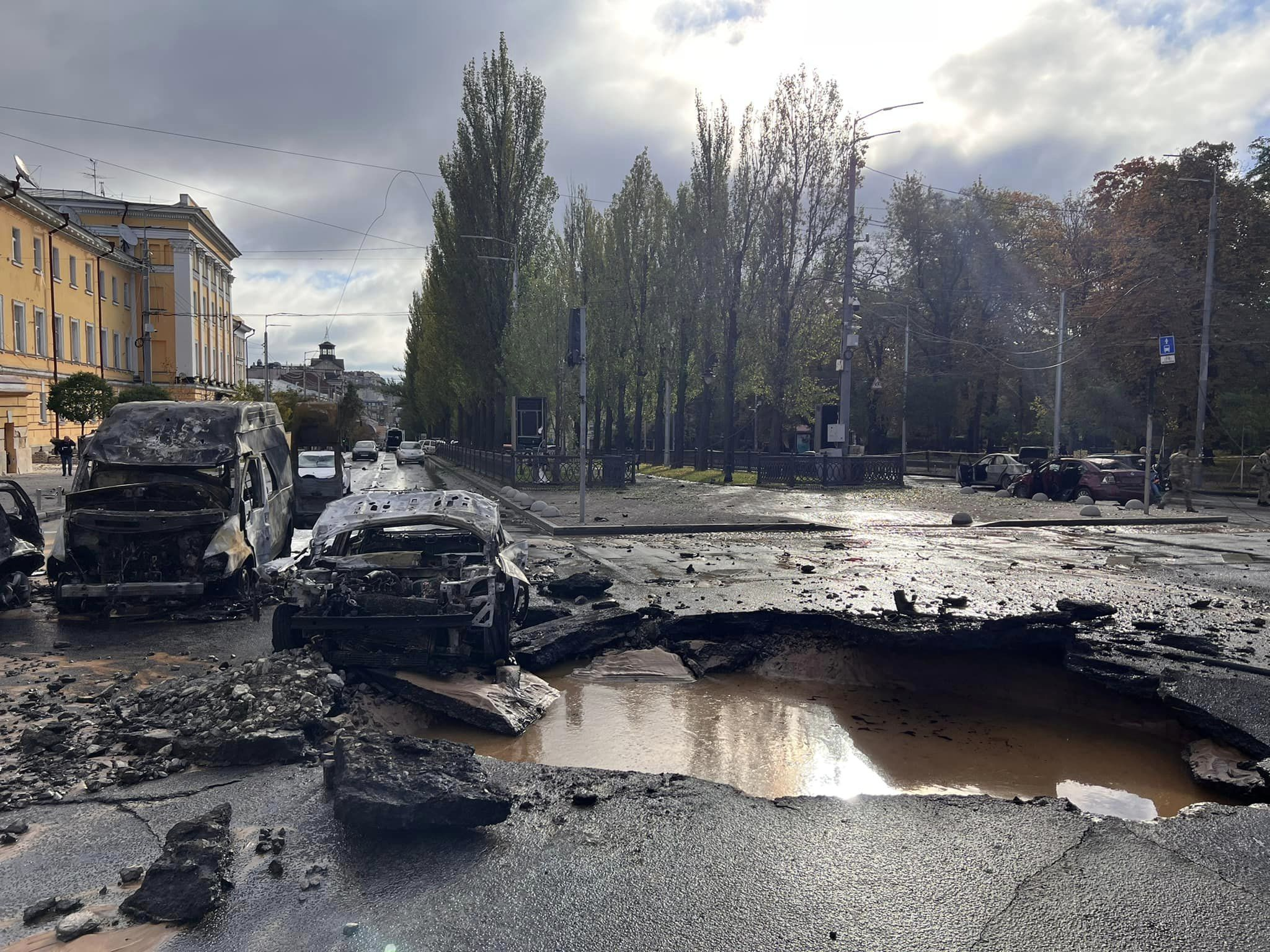
キエフ中心部で行われたロシアのミサイル攻撃の被害(2022年10月10日)

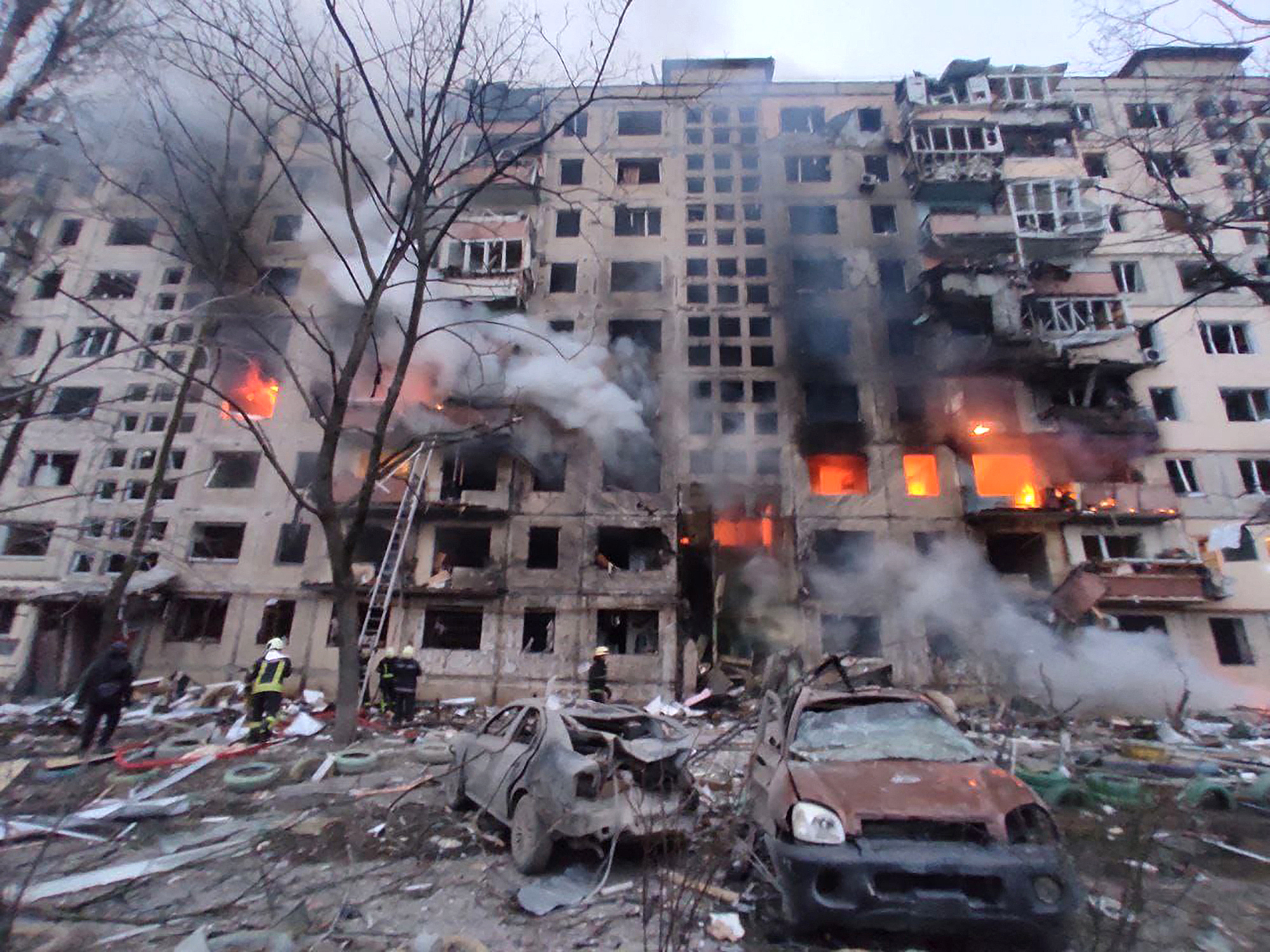
砲撃を受けたキーウの住居ビル（2022年3月14日）

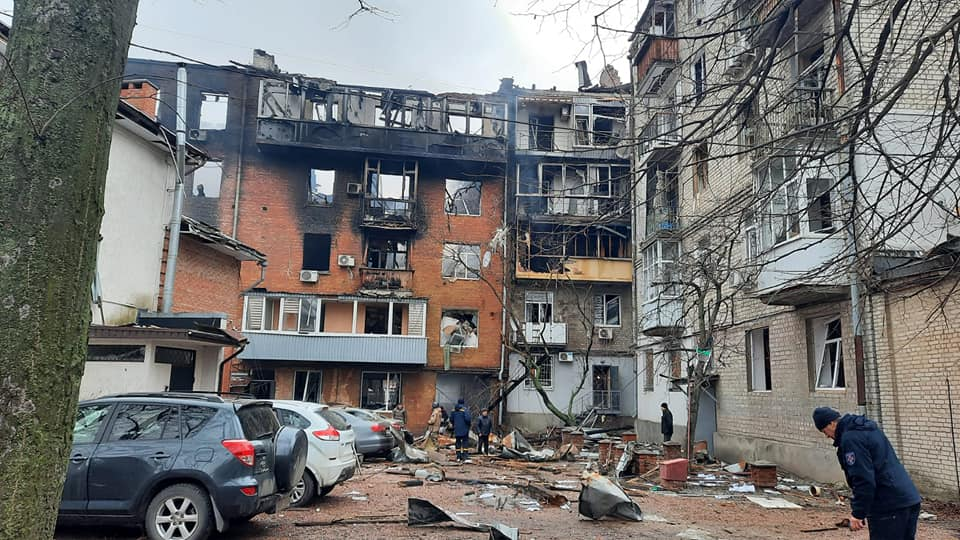
砲撃を受けたハルキウ州の住居ビル

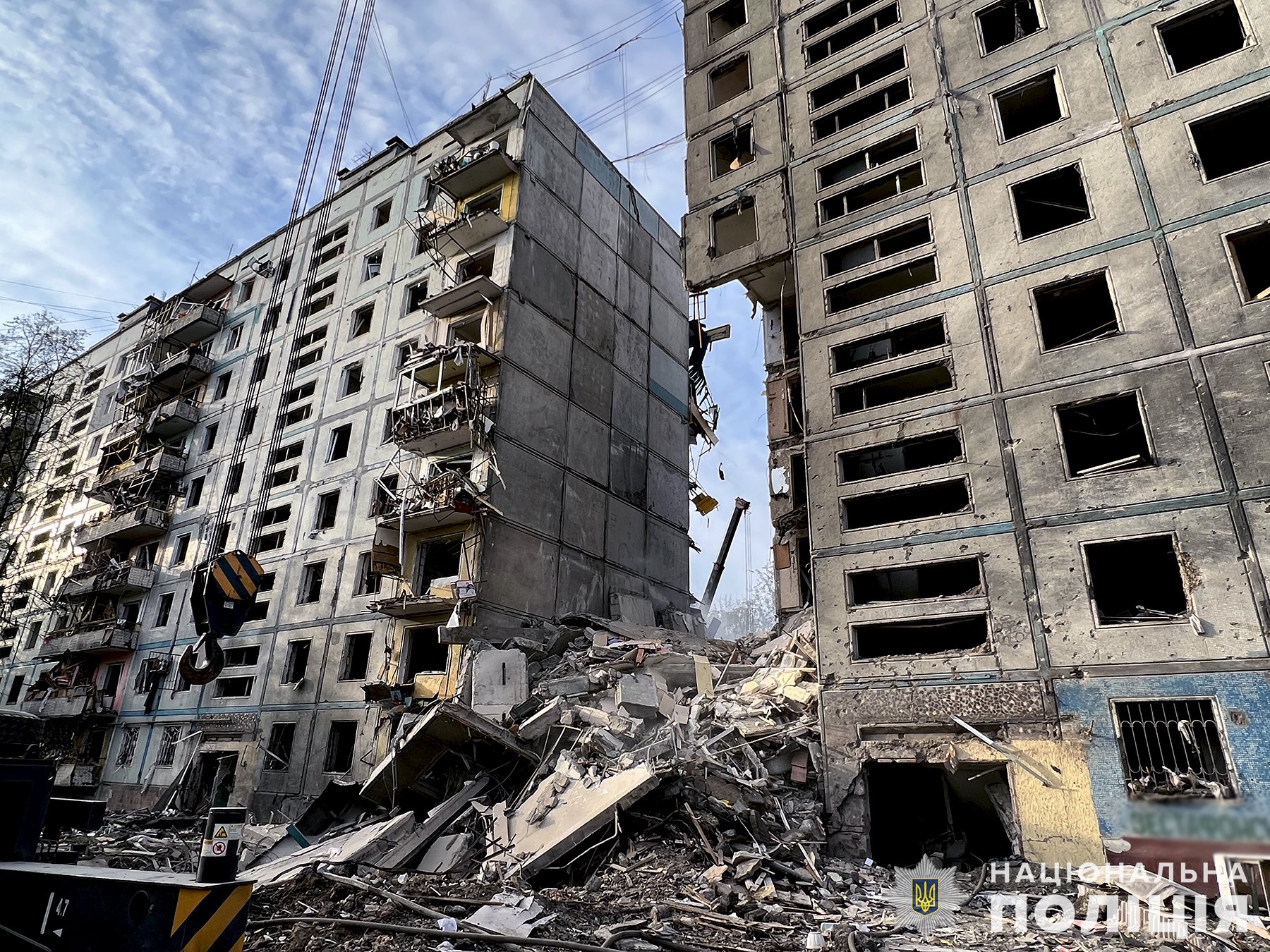
2022年10月9日の空爆で被害を受けたザポリージャ（ウクライナ支配下）の住居ビル

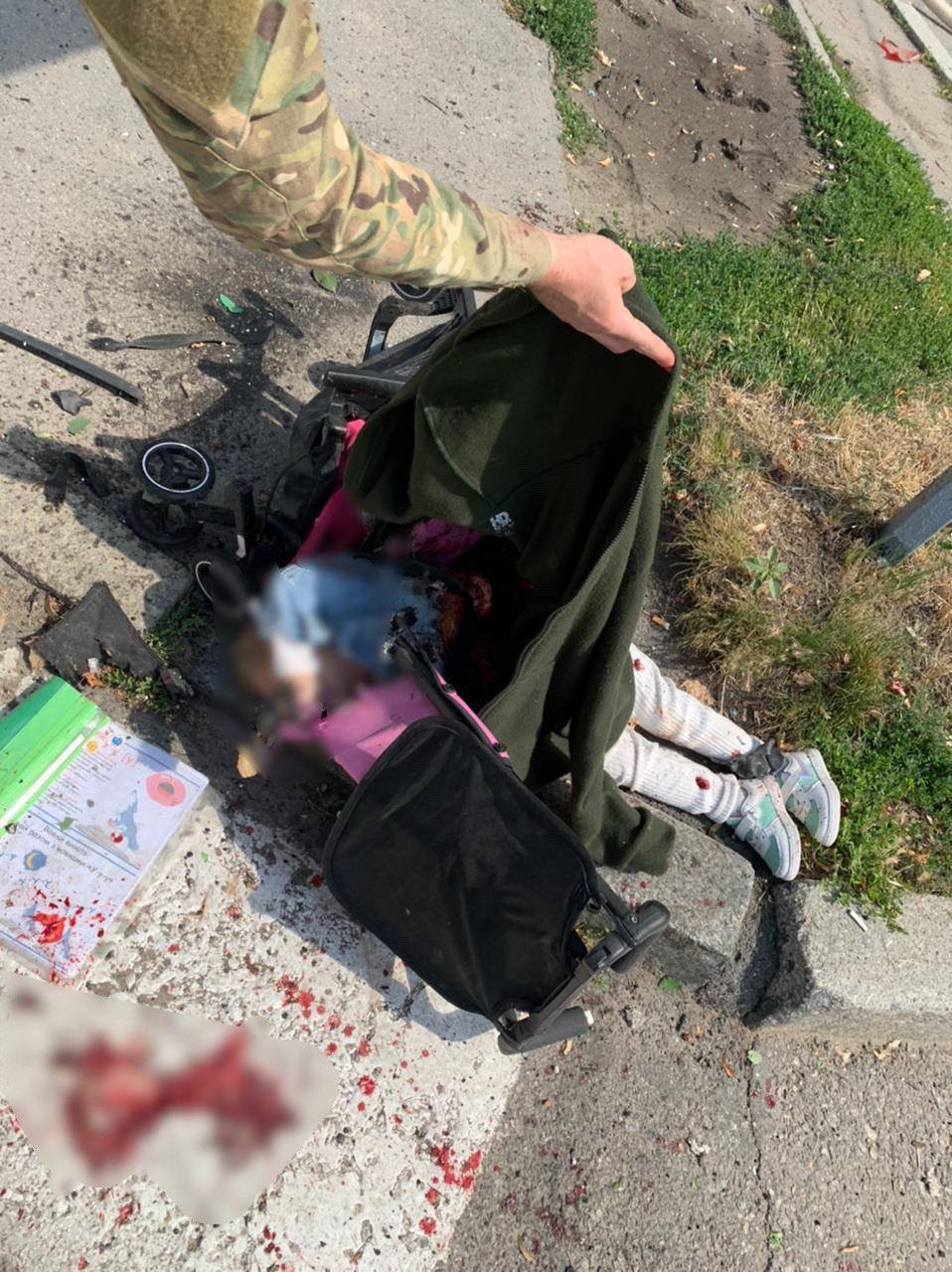
ヴィーンヌィツャ中心部へのロシアのミサイル攻撃で死亡した子供の遺体

国際刑事裁判所憲章は、民間インフラに対する攻撃は戦争犯罪に当たると定義している。国連ウクライナ人権監視団は、ロシアは家屋、病院、学校、幼稚園のような民間資産に対する無差別攻撃や空爆を行ったと発表した。2月25日、アムネスティ・インターナショナルは、ロシア軍が「人口密集地域で広範囲に影響を与える弾道ミサイルやその他の爆発性兵器を使用することで、民間人の命をあからさまに無視していることを示した」と指摘した。アムネスティは、ロシアは精密誘導兵器のみを使用したと虚偽の主張をしており、ヴフレダル、ハリコフ、ウマニへの攻撃は戦争犯罪である可能性が高いと述べた。
国連人権高等弁務官事務所（OHCHR）は、ロシアによる軍事侵攻が始まったことし2月24日から4月4日までに、ウクライナで少なくとも1480人の市民が死亡したと発表した。（国連人権高等弁務官事務所によると）けがをした人は1295人にのぼり、多くの人たちは砲撃やミサイル、空爆によって命を落としたり、負傷したりしたという。今回の発表にはロシア軍の激しい攻撃を受けている東部マリウポリなどで、確認がとれてない犠牲者の数は含まれておらず、国連人権高等弁務官事務所は、実際の数はこれよりはるかに多いとした。
世界保健機関（WHO）のテドロス事務局長は（3月）6日、ウクライナの医療施設に「複数の」攻撃があり、多数の死傷者が出ていると指摘。「医療施設および職員への攻撃は、医療の中立性を侵すもので国際人道法に違反する」と述べた。
アムネスティは、ロシアは無差別攻撃や民間標的への直接攻撃などで国際人道法に繰り返し違反していると発表し、検証済みの報告や映像は病院や学校への数々の攻撃、不正確な爆発兵器やクラスター爆弾などの禁止兵器の使用を証明していると述べた。
7月5日、ミシェル・バチェレ国連人権高等弁務官は、人権高等弁務官事務所が記録した民間人の死傷者の大半はロシアが人口密集地で爆発兵器を繰り返し使用したことで生じたとし、無差別兵器と戦術による民間人の多大な被害は「議論の余地がないもの」となったと報告した。 
ウクライナの人口密集地域でのクラスター弾の使用に関する報告は、民間人の死傷者に対する懸念を引き起こした。ロシアとウクライナはどちらも2008年のクラスター弾に関する条約に批准していないが、国際人道法の原則では、無差別かつ不相応な攻撃を禁止している。国連人権高等弁務官事務所は、ロシア軍と親ロシア派分離主義勢力のどちらもクラスター弾を使用しており、程度は低いがウクライナ軍も使用したと発表した。

### キーウ及びチェルニーヒウ州
2022年2月26日にロシア連邦軍が発射したミサイルがキエフ国際空港近くの高層ビルに着弾した。 
2月28日イワンキフ村で、有名なウクライナの民俗芸術家マリア・プリマチェンコの作品を所蔵する歴史郷土博物館がロシア軍による砲撃により焼失したことが判明した。 同日にはワシルキウの町、ビーラ・ツェルクヴァ、カリニウカ村に対するロシアのミサイル攻撃により、寮1棟と5階建て住宅2棟が破壊された。また、アドニス診療所の私立産科病院に砲弾が命中したことも記録されている。
ヒューマン・ライツ・ウオッチは、2月27日にチェルニーヒウ州スタリー・ビキウ村でロシア軍が少なくとも6人の男性を拘束し、その後処刑したと発表した。兵士達は更なる処刑を行った後3月31日に現地を離れた。スタリー・ビキウとノヴィ・ビキウの学校を含むほとんどの財産が損傷または破壊された。
2月28日、キーウ州ペレモハの郵便局を守っていた5人の市民がロシア人に略式処刑され、その後、ロシア人は郵便局を爆破した。
3月7日、キーウ郊外のE40高速道路付近で、ウクライナ領土防衛隊のドローンはロシア軍が両手を上げた民間人を銃撃する様子を撮影した。4週間後にウクライナ軍がこの地域を奪還した際に、BBCの取材班はその男性と妻の焼死体を彼らの焼けた車の近くで発見した。少なくとも10人の遺体が高速道路上に並んでおり（一部は焼け焦げていた）、2人は見てそれとわかるウクライナ軍の制服を着用していた。このドローンの映像はウクライナ当局とロンドン警視庁に提出された。
ロシアは2022年3月26日にドンバスに向けて段階的に進んだ。ボロディアンカの町長は、ロシア軍の車列が町を移動する際、ロシア兵が開いているすべての窓から発砲したと述べた。撤退するロシア軍が町に地雷を仕掛けた。町民らは後に、ロシア占領軍が意図的に彼らを標的にし、救助活動を妨害したと報告した。
4月15日、キーウ地方警察はロシア撤退後に同地域で900人の民間人の遺体が見つかり、その内350人以上がブチャで発見されたと報告し、遺体のほぼ95%は「単純に処刑された」と述べた。瓦礫の下や集団墓地から遺体が発見され続け、5月15日時点で、キーウ地方だけで1200人以上の民間人の遺体が収容された。
ウクライナ国防省は、マカリウで新たに132人の遺体が見つかったと発表し、ロシアが彼らを虐待し、殺害したと非難した。
7月5日、OHCHRはロシア軍の意図的な民間人殺害についての300件以上の報告について取り組んでいると発表した。一応の証拠、目撃者の陳述、ウクライナが傍受したロシア軍人の会話、 集団墓地に対するロシアの緊急時対応計画も含まれている。

### ブチャ虐殺
キーウ北方のロシア軍が3月下旬に撤退した後、路上に倒れている民間服を着た少なくとも20人の遺体の動画が公開された。AFPは、路上で少なくとも20人の民間人の遺体を見ており、全員が後頭部を撃たれていた。少なくとも一人は手を後ろに縛られており、更に270～280人の遺体が集団墓地に埋葬されていた。4月15日、警察はブチャで350人の遺体を発見し、その殆どに銃創があったと発表した
ニューヨーク・タイムズが検証したドローン映像には、自転車を押して歩いていた民間人に向けて2台のロシアの装甲車が発砲する様子が映されており、その後の映像では自転車の隣に遺体が横たわっていた。BBCニュースは、ブチャの通りでは戦車にひかれたとみられる遺体もあったと報じた。
領土防衛隊は、ブチャ地区ザブチチャの地下室で切断された18人の遺体が発見されたと明らかにし、領土防衛隊のある兵士は耳が切り取られた遺体や、歯が抜かれた遺体もあったと語った。ラジオ・フリー・ヨーロッパは、ロシア軍が使用していたロシアの「地下処刑室」について報じた。ロシア兵は、女性と彼女の14歳の子供が隠れていた地下室に発煙手榴弾を投げこみ、彼らを殺害した。
ロシアの戦車がブチャに侵入し、通りを走行しながら家屋の窓に向けて無差別射撃を行った。ニューヨーク・タイムズは、高層ビルにいたスナイパーが動く者に向けて発砲したと報じた。ある目撃者は、ラジオ・フリー・ヨーロッパに対し、ロシア人が「人々を組織的に殺していた。私はあるスナイパーがアパートの窓から見た2人を「撃った」と自慢していたのを個人的に聞いた」と語った。目撃者によると、食料と水を求める民間人に軍が銃撃し、水や暖房などの基本的な必需品を持たずに屋内に戻すよう命じたという。HRWは、ロシア軍は建物に向けて無差別に発砲し、負傷した民間人への医療援助を拒否したと述べた。
目撃者によると、ロシア兵は書類をチェックし、ドンバス戦争での戦闘経験がある者や右翼またはウクライナのシンボルのタトゥーをしていた者を殺害し、また、占領の最後の数日間ではカディロフツィのチェチェン人戦闘員が朝に住宅街を歩き回り、見た人全員に発砲したという。ある住民はロシア人が「反ロシア活動」の証拠がないか携帯電話を調べ、その後人々を連行または銃撃したと述べた。
AP通信は、ブチャの遊び場付近の住宅街で複数の遺体を発見し、その中には頭蓋骨に銃弾の跡がある遺体や、焼け焦げた子供の遺体もあった。しかし、彼らの身元の特定や、どのように死亡したのかも判断できなかった。ワシントン・ポストの報道によると、ウクライナの捜査当局は斬首、切断、焼却された死体を発見し、翌日にはさらに3体の遺体をガラス工場で発見され、少なくとも1人の遺体にブービートラップが仕掛けられていた。HRWはブチャにおける「略式処刑…と拷問の広範な証拠」と明らかに違法な殺害16件、民間人の略式処刑9件、無差別殺害7件を報告した。
5月19日、ニューヨーク・タイムズは、ロシアの空挺部隊が明らかにロシアの拘束下にある処刑数分前の民間人の一団を引き連れている映像について報じ、この映像は目撃者の証言を裏付けていた。
8月8日までに9人の子供を含む458人の遺体が回収され、419人は武器で殺害され、39人は恐らく占領に関連した自然要因で死亡した。
12月7日、OHCHRは、ウクライナ人権監視団がブチャでの少なくとも73件の民間人の違法な殺害を記録しており、更に105件を確認中と報告した。

### ハルキウ地方
2022年9月15日、ロシア軍がイジュームから追い出された後、市近くの森で、数百の簡素な木製の十字架の墓が発見されたが、大半の十字架には番号のみが記されていた。大きな墓の一つには、少なくとも17人のウクライナ軍兵士の遺体が納められているという標識があった。ウクライナの調査官は447人の遺体が見つかったと発表し、その内訳は民間人414人（男性215人、女性194人、子供5人）、兵士22人、9月23日時点で性別不明の遺体11人であった。一部の犠牲者は砲撃や医療の不足で死亡したが、大半は暴力による死の兆候を示し、30人は首にロープをかけられ、手を縛られ、手足の骨折、性器の切断などの拷問と略式処刑の兆候が見られた。

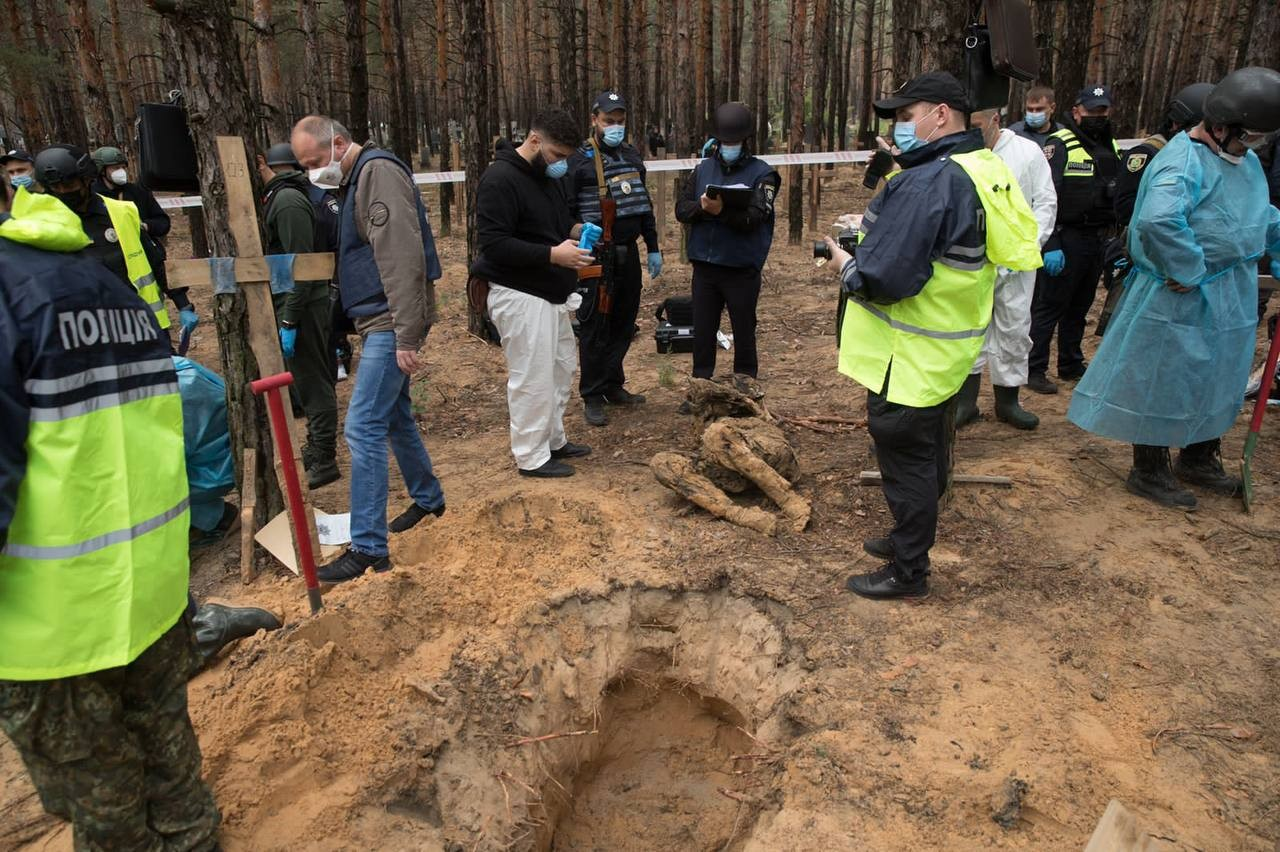
イジュームの集団墓地から掘り起こされた遺体

クプヤンシクでは、9月中旬に至近距離で銃撃され、集団墓地に埋葬された3人家族とその隣人の4人の遺体を地元の法執行官が発見し、全員の遺体の胸と頭に銃弾による傷があった。また、現場から遠くない地下室の検査中に自動小銃の薬莢が発見された。法執行官は10月6日、レンガ製造作業場で拷問を受けた男性2人の遺体を発見し、そのうちの1人には銃創があった。
10月5日、リマンでも集団墓地が発見され、ウクライナ軍と法執行機関はノヴァ・マスリャキフカ墓地で、一部は子供たちの墓を含む110の塹壕を発見した。民間人と兵士55人の遺体には「爆発物や投射物による傷、銃弾による傷」があった。死者の中には家族とその1歳の子供も含まれていた。 ウクライナ軍兵士の遺体も34体発見され、市内では合計144体の遺体が発見された。そのうち108体は集団墓地で発見され、死者のうち85名は民間人だった。目撃者によると、ロシア軍はウクライナ兵を支援した全員を殺害し、地元住民に遺体を埋めるよう強制したという。多くの遺体が何日も路上に放置されたという。多数のロシア兵の死体も発見された

### トロスティアネッツ
スームィ州のトロスチャネツをウクライナ軍が奪還した後、遺体安置所は少なくとも1人がロシア人によって拷問されて殺害され、若者が誘拐されたと報告した。病院も砲撃され、地元住民はロシア人を非難した。
ガーディアン紙の記者らは奪還後に町を訪れ、処刑、略奪、拷問の証拠を発見し、町長はロシア軍が同町を占領した際に50人から100人の民間人を殺害したと述べた。目撃者によると、ロシア兵は高齢者に食べ物を届ける女性らを驚かせるため空に向けて発砲し、「走れビッチ！」と叫んだという。

### 民間車両への発砲
ウクライナ地方当局によると、チェルニーヒウから逃れようとする車への攻撃や公共の場での攻撃で、子供6人を含む少なくとも民間人25人が死亡した。 そうした事件の1つは、3月9日に15歳の少年が殺害された事件で、BBCが調査し、4月10日に報じられた。 5月2日、ヒューマン・ライツ・ウォッチの報告書は、キーウとチェルニーヒウ地域でロシア人が通行する車に発砲した3件の事件（合計で民間人6名が死亡、3名が負傷した）を文書化した。 目撃者の証言と現場調査により、攻撃は意図的なものである可能性が高く、ロシア人が他の車両にも発砲した可能性が示唆された。
2月28日、ロシア軍はキーウ北西のホストメリから逃げようとした2台の車両を銃撃した。3月3日には同じ地域で、人道支援物資の提供について交渉しようとしていた男性4人が乗った車両に発砲した。チェルニーヒウ地方のノヴァ・バサン村では、ロシア兵が男性２人を乗せた民間バンに発砲し、１人が負傷した。 その後、2人目の男性をバンから引きずり出し、即時処刑したが、負傷した男性は逃走した。
2月28日の監視カメラ映像でも、マカリフの病院付近にあるBogdan Khmelnytsky通りとOkruzhna通りの交差点でロシアのBMP歩兵戦闘車からの銃撃で車が吹き飛ばされ、民間人2人（72歳の男性と68歳の女性）が死亡したことが示されている。
キーウ・インデペンデントは、3月4日にロシア軍がブチャの犬保護施設にドッグフードを届けたばかりの非武装のウクライナ市民3人を殺害したと報じ、彼らが自宅に近づいた際に、ロシアの装甲車が車に発砲したという。ブチャで起きた別の事件では、3月5日午前7時15分頃、2家族を乗せた2台の車が町を離れようとしてチャコロワ通りに入ったところをロシア兵に発見された。装甲車に乗ったロシア軍が車列に向けて発砲し、二台目の車に乗っていた男性一人が死亡した。前の車は機関銃の発砲を受け、子供2人と母親が即死した。
3月27日、ロシア軍はハルキウ近郊のステパンキ村から避難する民間人を乗せた車列を銃撃し、 高齢の女性と13歳の少女が死亡した。この事件は、ハルキウ地方検察庁の戦争犯罪チームとカナダの報道機関グローバルニュースの両方によって調査された。 検察当局は、3月26日、ロシアの司令官が住民の間でパニック感を引き起こすため、民間地域にロケット弾を発射する命令を出したと発表した。 グローバルニュースは、公式調査に欠陥があると思われる内容を発表した。
2022年4月、クレミンナ占領の際に、ロシア軍は車で避難しようとした民間人4人を射殺したと非難されている。

#### クピアンスク民間車列銃撃事件

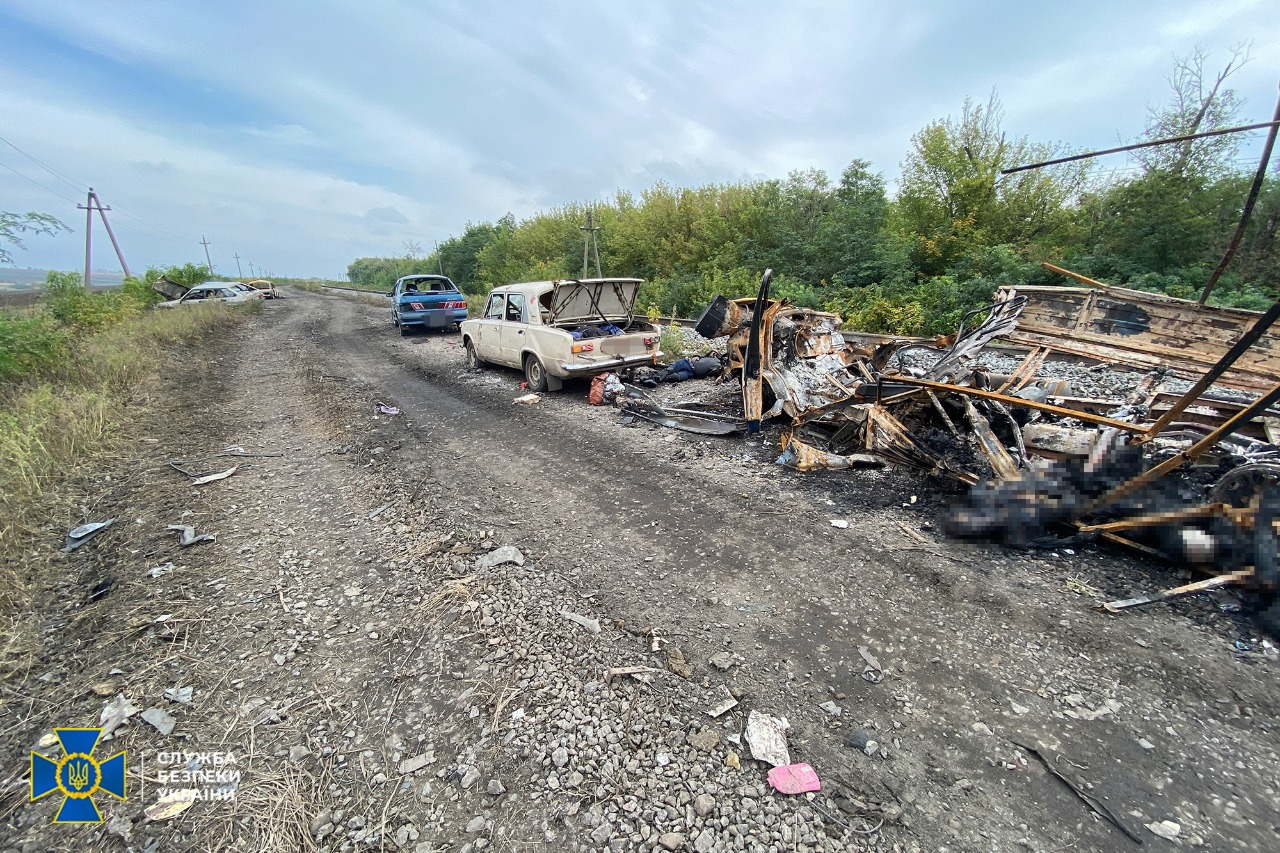
クピアンスクの民間車列攻撃の余波

9月30日、クリリフカ村（当時はクピャンスクとスヴァトヴェ間の所謂「グレーゾーン」地域）の郊外で6台の民間車と1台のバンの車列と妊婦1人と子供13人を含む約24人の遺体がウクライナ軍に発見された。ウクライナはロシア軍が加害者であると非難した。調査の結果、9月25日頃にこの民間人が死亡したことが示唆された。遺体は銃撃され、焼かれたと見られ、キフシャリフカ村に逃れた7人の目撃者によると、9月25日の午前9時頃（UTC+3）に当時唯一利用できた道路を通ってピシチャネ村に向かっている際にロシア軍の待ち伏せ攻撃を受け、攻撃後にロシア軍は生き残った生存者を処刑したと伝えられている。同月中に法執行官は車列の犠牲者全員を特定した。22人は脱出に成功し、その内3人（子供2人を含む）が負傷した。後日、新たに2人の遺体が発見され、最終的な死者数は26人となった。物理的証拠の一部（被害者の遺体と車）を調査したフランスの専門家は、30mmおよび45mm榴弾、VOG-17およびVOG-25破片榴弾が使用された痕跡を発見した。

#### アンドリー・ボホマズの銃撃
2022年6月、ロシア軍はイジューム地区で車に乗ったアンドリー・ボホマズとヴァレリア・ポノマロワ夫婦に対して発砲し、BMP-2歩兵戦闘車の主砲から発射された30mm口径弾が夫婦の車に命中した。攻撃後に夫婦は損傷した車を捨てて逃げようとしたものの、再び攻撃があり、ボホマズは頭部に重傷を負った。その後ボホマズを発見したロシア軍は、彼が死亡していると誤認し、負傷したボホマズの体を持ち上げると、付近の溝に投げ捨てた。ボホマズは30時間後に目覚めたが、いくつかの怪我と破片が体に残っていた。
ボホマズはその後、ウクライナの陣地に何とか歩いて行き、ウクライナ軍に救助され、応急処置を受けた。その後、ウクライナ軍が同地域を解放し、この銃撃事件についての捜査を行えるようになった。ウクライナの警察は、傍受された攻撃後の妻への電話の内容に基づき、攻撃を行った兵士の身元をロシア第2自動車化狙撃師団に所属していたモスクワ出身の指揮官、クリム・カルジャエフとみている。

## 財産の不当な破壊または横領
ジュネーブ条約は、病院、エネルギーインフラ、原子力発電所を標的とする可能性のある財産の不当な破壊を認めていない。

### 病院および医療施設

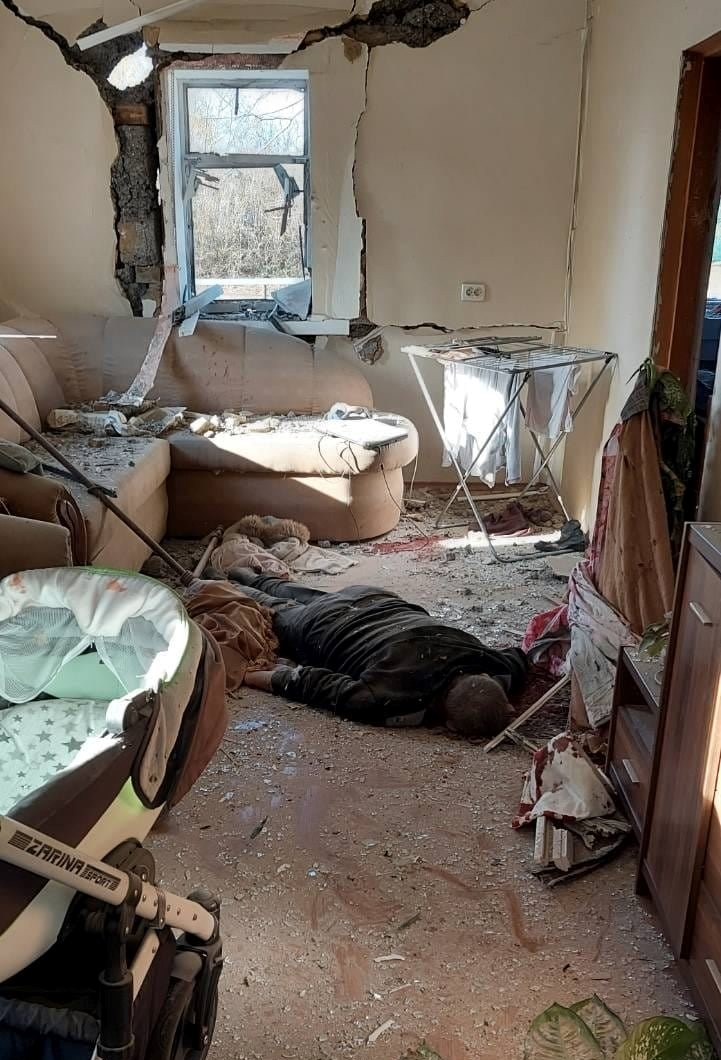
ウクライナ内務省が配信した、ロシアによるチェルニーヒウ爆撃で殺害されたウクライナ民間人を写した写真

2022年3月26日の時点で、国連ウクライナ人権監視団は、医療施設に対する74件の攻撃を確認しており、そのうち61件はウクライナ政府支配地域内（例：イジューム、マリウポリ、オーヴルチ、ヴォルノヴァーハ、ヴフレダールの病院への空爆）、9件がロシア系武装集団が支配する地域内、4件が争奪戦中の集落内での攻撃だった。 6つの周産期センター、産科病院、10の小児病院が攻撃され、その結果2つの小児病院と1つの周産期病院が完全に破壊された。3月26日、ウクライナにいるAP通信記者らは、ロシアがウクライナ各地の病院を意図的に標的にしていることを示す十分な証拠を集めたと主張した。
2022年3月30日、世界保健機関 (WHO)は、2月24日以降、医療施設、患者、医療従事者への攻撃を含む、ロシアによるウクライナの医療への攻撃が82件確認されたと報告した。WHOは少なくともこれらの攻撃で72人が死亡し、43人が負傷したと推定した。4月8日までに、WHOは91件の攻撃を確認した。
2023年5月30日時点で、WHOはロシア侵攻以降ウクライナ国内の医療施設への1004件の攻撃を検証しており、これらの攻撃で医療従事者と患者が少なくとも101人死亡し、多数が負傷した。WHOが確認した攻撃件数は、人道的緊急事態においてこれまで記録された中で最多である。WHOの医療攻撃監視システム（SSA）ツールの報告によると、2023年12月21日までに医療施設への攻撃件数は1422件に増加した。

### エネルギー施設
2022年10月以降、ロシアはウクライナ国民の士気を低下させることを目的とした作戦で、発電所やその他の民間インフラへの攻撃を強化したことにより、数百万人の民間人が基本的なサービスがない荒涼とした冬を迎える恐れがあった。2022年10月20日時点で、ウクライナの送電網の最大40%がロシアの攻撃を受けた。ウクライナ政府は国民に節電を要請し、輪番停電を導入した
世界保健機関は、「インフラの損傷による燃料や電気へのアクセスの欠如は、人々が家を暖房できなくなった場合、生死に関わる問題になる可能性がある」と述べ、人道的危機の可能性を警告した。国連のウクライナ人道支援調整官、デニス・ブラウンは、今回の攻撃により「冬季には死亡率が高くなる可能性がある」と述べた。
国際連合人権高等弁務官事務所のラヴィナ・シャムダサニ広報官は「民間人や民間人の生存に不可欠な物体を標的とした攻撃は国際人道法で禁止されており」、「戦争犯罪に相当する」と述べた。欧州委員会委員長のウルズラ・フォン・デア・ライエンとNATO東側の加盟国11ヶ国もこの攻撃を戦争犯罪と呼んだ。
デューク大学ロースクールの法、倫理、国家安全保障センターのエグゼクティブディレクターであり、元米空軍副法務総監のチャールズ J. ダンラップ ジュニアは、包括的な分析の中で、「（電力）発電所は、戦時中の通信、輸送、産業のニーズを満たす国家の能力にとって十分に重要であると一般に認識されており、通常は武力紛争中の軍事目的として適格だ」との見解を指摘した。さらに、発電所はほぼ1世紀にわたって格好の標的となっており、ウクライナは2015年に同様の戦術に訴えたという。
軍事施設も通常、民間の電力網に依存しており、また、ウクライナの「大規模な国内軍産複合体」と、ウクライナの主な収入源の一つであるエネルギー輸出（電力の形でも）を理由に、民間企業への攻撃が正当化される可能性がある。 軍事目標と民間目標の区別は依然として適切ではあるが、「攻撃全体から（民間部分を）分離することが合理的に実行可能」でない場合（ウクライナの「徹底的に統合された」電力網も該当する可能性）には、（軍と民間の）両用施設への攻撃を排除するものではない。政府のアプリを通じて敵の位置を報告するよう国民に呼びかけるといった市民と戦闘員の曖昧さも事態をさらに複雑化している。

### 原子力発電所
2022年3月3日午後11時28分（現地時間）、ロシア軍装甲車10台と戦車2両からなる縦隊が欧州で最大のザポリージャ原子力発電所に慎重に接近した。戦闘は3月4日の午前12時48分に始まり、ウクライナ軍が対戦車ミサイルを発射し、ロシア軍が対戦車擲弾発射機（RPG）を含む様々な武器で応戦した。約2時間にわたる激戦中に主要施設外の訓練施設で火災が発生し、午前6時20分までに消し止められたが、原発周辺の他の区域も被害を受けた。同日夜、駐キーウ米大使は、ザポリージャ原子力発電所へのロシアの攻撃は戦争犯罪だと述べたが、米国務省は、攻撃の状況が調査されているとしてこの主張をすぐに撤回し、米国防総省はこの攻撃が戦争犯罪と表現することを拒否した。
ウクライナのウォロディミル・ゼレンスキー大統領は、ロシアのウラジーミル・プーチン大統領が原発への攻撃を命じて「核テロ」を行ったと非難し、ウクライナ規制当局はロシア軍が原発に向けて砲弾を発射し、訓練施設で火災を発生させたと発表した。ロシア国連大使は、ロシア軍はウクライナの「破壊工作員」によって訓練施設から発砲され、彼らが訓練施設を離れる際に放火したと答えた。その後、3月4日、国際原子力機関の事務局長は、発電所の安全システムは影響を受けておらず、放射性物質の放出もなかったことを確認したが、「...ウクライナ最大の原子力発電所の状況を非常に懸念している。 主な優先事項は、原発、原発の電力供給、原発を運用する人々の安全とセキュリティを確保することだ」と述べた。
原子力発電所への攻撃は主にジュネーブ諸条約第一追加議定書の第56条で規定されており、同条では一般的に民生用の原子力発電所への攻撃を禁じている。海外の学者によると「ロシア軍が放射能漏れの危険を冒してザポリージャ原発または周辺の目標物を砲撃した事が立証された場合、この作戦が第56条に違反したことはほぼ確実だが、このケースでロシアが戦争犯罪を行った『可能性は低い』」という。
4月13日、OSCEモスクワ・メカニズムの専門家団の報告書では、ロシア軍は「損傷すれば危険な力が放出される可能性のある建物を攻撃しなかった。しかし、放射能を放出する可能性のある建物に影響を与える可能性のある攻撃により、近くの建物を攻撃し損傷した」と結論づけた。

### 文化遺産
国連によれば、軍事インフラとして使用されていない宗教、教育、芸術、科学、慈善目的の施設、歴史的建造物、病院に対する意図的な攻撃は戦争犯罪である。
広範囲に影響を与える爆発性兵器の使用により、近くの歴史的建造物、芸術作品、教会、その他の文化財に対する懸念が生じている。ロシア軍はマリウポリのクインジ美術館、チェルニーヒウのソ連時代のシチョルス映画館とゴシック・リバイバル図書館、 キーウのバビ・ヤールホロコースト追悼施設、ソ連時代のスロボの建物、ハルキウの地方州庁舎、ジトーミル地方のヴィアジフカにある19世紀の木造教会、イヴァンキフ歴史・地方史博物館に損害を与与えたか破壊した。6月24日、ユネスコは、ロシア侵攻中に少なくとも150のウクライナの史跡、宗教的建造物、博物館が被害を受けたことが確認されたと発表した。
文化遺産は国際人道法の下で特別な保護を受けている。武力紛争の際の文化財の保護に関する条約（1954年ハーグ条約）とジュネーブ条約第一議定書（両方ともウクライナとロシアに遵守義務がある）は、締約国が軍事活動の支援のために歴史的建造物を標的にしたり、敵対行為や報復の対象としたりすることを禁じている。1954年ハーグ条約第二議定書は、実行可能な代替手段がないという条件で、「絶対的な軍事的必要性」がある場合にのみ文化財への攻撃を容認している。第二議定書はウクライナのみが締約国であり、議定書は締約国間でのみ適用されるため、そのままでは適用されないが、絶対的な軍事的必要性に関する条項は、条約に追加するのではなく、条約に情報を与えるものとして解釈される場合には適用される可能性がある。文化遺産に対する攻撃は戦争犯罪に相当し、国際刑事裁判所で起訴される可能性がある

## 民間人への拷問
国際刑事裁判所はジュネーブ条約に基づき、殺人、残虐または屈辱的な扱い、拷問を戦争犯罪と定義している。 2023年9月、拷問に関する国連特別報告者は、ロシアによる拷問の行使は「無作為で常軌を逸した行為ではない」が、「情報や自白を引き出すために脅迫したり、恐怖を植え付けたり、罰したりする国策の一環として組織化されている」と述べた
3月22日、非営利団体「国境なき記者団」は、3月初旬にウクライナのラジオ・フランス局に勤務する地元ジャーナリストがロシア兵に誘拐され拷問を受けたと報じた。 このジャーナリストは家族を避難させようと故郷に向かっていた途中に待ち伏せに遭い、9日間拘留され、電気ショック、鉄棒による殴打、模擬処刑を受けた。3月25日、国境なき記者団は、ロシア軍が占領地で数人のウクライナ人ジャーナリストを脅迫、誘拐、拘束、拷問したと発表した。拷問は、ジュネーブ第四条約第32条と拷問等禁止条約第2条の両方によって禁止されている。
4月、ヒューマン・ライツ・ウォッチは、2022年2月下旬から3月までロシアに占領されていたキーウ州とチェルニーヒウ州の17の村を訪問し、22件の略式処刑、9件の不法殺害、6件の強制失踪、7件の拷問を調査した。 目撃者の報告によると、ロシア兵は情報提供を強要するために拘束者を殴り、電気ショックを与え、模擬処刑を行ったという。21人の民間人が、非人道的で劣悪な環境での不法な監禁について証言した。
4月4日、ウクライナ有権者委員会ヘルソン地域局長デメンティ・ビルイは、ロシア治安部隊がウクライナのヘルソン州で民間人を「殴打し、拷問し、誘拐」していると述べた。ビルイは、目撃者らは「数十件」の恣意的な捜索と拘禁を行っており、その結果、未知数の人が拉致されたと話していると付け加えた。スカドフスク市の市長と副市長が武装集団に拉致されるなど、3月16日までに少なくとも住民400人が行方不明になった。流出した書簡には、ヘルソンで起きている抗議活動を鎮圧するために「大規模なテロ」を展開するロシアの計画が記載されており、人々は「真夜中に自宅から連行されなければならない」と記載されていた。
ロシア軍兵士はまた、撤退中にボロジアンカで民間人に対する殺人、拷問、暴行を行ったとして告発された。
占領下のヘルソンからウクライナ支配地域に逃れたウクライナ人らは、この地域でのロシア軍による拷問、虐待、誘拐について証言した。ヘルソン州ビロゼルカ出身の１人は、ロシア人による拷問を受けた物的証拠を提供し、殴打、感電、模擬処刑、首絞め、家族を殺害するとの脅迫、その他の形式の拷問について述べた。
BBCが取材したヘルソンの病院で勤務していた医師は、「体の切断が行われた形跡があった」と話した。そして、血種、擦り傷、切り傷、感電させた跡、手を縛った跡、首を絞めた跡なども見たと話した。また、足や手のやけどを目にし、ある患者からは、砂を詰めたホースで殴られたと聞いたという。「中でもひどかったのは、性器に残ったやけど跡、レイプされた少女の頭にあった銃創、ある患者の背中と腹にあったアイロンによるやけどだ。その患者は、車のバッテリーと彼の股間が2本のワイヤでつながれ、湿った布切れの上に立つように指示され（た）と言っていた」。 ヘルソンで起きたことを調査しているのはBBCだけではなく、国連ウクライナ人権監視団と人権団体ヒューマン・ライツ・ウォッチ（HRW）も、拷問と強制失踪の訴えに対して懸念を示しており、HRWのベルキス・ウィルは、BBCが集めた証言は、HRWが聞いているものと一致していると述べた。ある女性は、「ヘルソンでは今、人々が絶えず行方不明になっている。戦争が続いているが、この地域だけ爆撃がない」と語った。
ヘルソンで選出されたウクライナの市長は2022年5月15日時点のロシア軍に拉致された300人以上リストをまとめた。タイムズによると、ロシア占領当局が入っている建物内の廊下全体で拷問を受けた人々の悲鳴が頻繁に聞こえたという。
7月22日、ヒューマン・ライツ・ウォッチは、ヘルソンとザポリージャ地方のロシア占領地域における民間人の拷問、不法拘禁、強制失踪42件を記録した報告書を発表した。証言者らは、長時間にわたる殴打や電気ショックによる拷問で、骨折、歯の折れ、重度の火傷、脳震盪、切り傷、打撲傷などの怪我を負ったと証言した。彼らはまた、拘留中ずっと目隠しと手錠をかけられ、食事や水もほとんど与えられず、医療援助も受けられなかったと証言した。いくつかのケースでは、ロシア軍は拘留者が当局に「協力」することを約束する声明書に署名したり、他の人に協力を勧める映像を録画したりした後でのみ彼らを釈放した。ウクライナ当局は、ロシアの侵攻以来、ヘルソン地域で少なくとも600人が強制失踪したと推定している。
ロシア支配地域の教師達はロシア語で教えるようにロシア軍に強制され、ウクライナ語を使用したことで拷問も受けた。

### ロシアの拷問部屋

#### キーウ地方
4月4日、ウクライナ検事総長室は、キーウ地方の警察がブチャの児童療養所の地下で「拷問部屋」を発見したと発表した。地下室には後ろ手に縛られた男性5人の遺体が見つかり、ウクライナ検事総長室のFacebookページには彼らの遺体が写された写真が投稿された。

#### スームィ地方
2022年4月中旬、インデペンデント紙はスームィ州トロスチャネツにあるロシア拷問室の生存者2人の証言を入手した。目撃者らによると、少なくとも8人の民間人が鉄道駅の地下室に拘束され、そこで拷問、飢えさせられたり、模擬処刑されたり、自分の排泄物の中に座らされたり、電気ショックを受けたり、裸にされたり、強姦や性器切除をするぞと脅迫されたりしたといい、ある囚人はロシア兵に殺害を懇願するまで頭に電気ショックを与えられた。少なくとも1人の拘留者がロシア人看守らに撲殺され、地下室から連行された2人の拘留者は記事公開時点で行方不明のままであった。また、身元が分からないほど切断された多数の遺体が町周辺地域で捜査員によって発見された。

#### ハルキウ地方
ハルキウ州でのウクライナの反転攻勢が成功し、ロシアの占領下にあったハルキウ地域の多くの集落や村を解放した後、 当局は、同地域の占領中にロシア軍が使用していた拷問部屋を発見した。
ロシア人が6か月間占領したバラクリヤの町で、法医学専門家、人権活動家、刑法の専門家、ウクライナの捜査官らが戦争犯罪と拷問の広範な証拠を発見した。 ロシア占領中、軍隊は「バルドルク」（戦前に事務所を構えていた元出版社の名前にちなんで）と名付けられた2階建ての建物を刑務所および拷問センターとして使用していた。 ロシア人は通りの向かいにある警察署の建物も拷問に使用した。 ウクライナ当局者らによると、占領下で約40人が拷問室に拘束され、感電、殴打、切断などさまざまな形の暴力を受けたという。市内には子供専用の拷問部屋が2つも発見され、そこで拘留されていた子供の1人はナイフで切られ、熱した金属で焼かれ、模擬処刑を受けたと証言した。
地元の鉄道駅がある解放されたコザチャ・ロパン村でも、別のロシアの拷問部屋が発見された。ウクライナのウォロディミル・ゼレンスキー大統領は、ウクライナ軍が解放したハルキウ地域で集団墓地と10ヶ所以上の拷問部屋が発見されたと明かし、「占領者らは逃亡する際に拷問器具も落とした」と述べた。ハルキウ地方検察局は、「ロシア連邦の代表者らが偽りの法執行機関を設立し、その地下室に拷問部屋が設置され、そこで民間人が非人道的な拷問にさらされた」と発表した。ウクライナの検察官はロシアによる拷問部屋の使用についての捜査を開始した。
イジュームでは、AP通信の記者が10ヶ所の拷問現場を発見した。調査の結果、ウクライナの民間人と戦争捕虜の両方が「日常的に」拷問を受けていたことが判明し、少なくとも8人が拷問中に死亡した
9月下旬から10月上旬にかけて、ヒューマン・ライツ・ウォッチはイジュームの住民100人以上に聞き取りを行った。 ほぼ全員が家族や友人に拷問を受けた人がいると報告し、15人は自分自身も拷問を受けたと答えた。 生存者らは、電気ショック、水責め、激しい殴打、銃器による脅迫、長時間の圧迫姿勢の強制などによる拷問について語った。住民らは、ロシア人は特定の個人を標的にしており、軍隊にいた地元民、軍人の家族、ドンバス戦争の退役軍人のリストをすでに持っていたと述べた。彼らはまた、犠牲者を選ぶ際に公開で全裸検査を行い町民を恐怖に陥れるだろうとも述べた
10月までに、人口約4万6000人の町で10カ所以上の拷問現場が確認された。

#### ザポリージャ地方
2022年7月、ガーディアン紙は、ザポリージャ州のロシア占領地域での拷問部屋について、4月から拷問部屋の1つに監禁されていた16歳の少年の証言に基づいて報じた。 少年は占領下のメリトポリ市を離れようとしていたところ、ロシアの侵略に対して敗北主義的な態度を表明するロシア兵を映したソーシャルメディアの動画を携帯電話に保存していたことでロシア兵に逮捕され、ワシリフカの臨時刑務所に拘留された。証言によると、少年は拷問が行われた部屋、血痕や濡れた包帯を目撃し、拷問されている人々の悲鳴を聞いたという。 拷問には電気ショックや殴打が含まれ、数時間続くこともあった。

#### ヘルソン地方
ウクライナ軍がロシア軍からヘルソンを奪還した後の2022年12月14日の記者会見で、ウクライナ議会人権委員会のドミトロ・ルビネツは、子供用の拷問部屋がヘルソン地域に全部で10ヶ所見つかり、そのうち4つは州都ヘルソン市内にあったことを明らかにし、拘束された子供たちはほとんど食事も与えられず、水も一日おきにしか与えられなかったと述べた。さらに子供たちは「親はお前を見捨てた」「家には二度と帰れない」などと言われる「心理的虐待」も受けていたと説明した。
FSBの拷問部屋として機能していたロシアの仮設刑務所が市内で発見され、ウクライナ当局はある時点でそこに投獄されていた人の数は数千人に上ると推定している。 他の拷問手段の中でも、FSB職員は犠牲者に対して電気ショックを使用した。

## 人間の盾としての民間人
国際刑事裁判所は、民間人を人間の盾として使用することはジュネーブ条約の重大な違反であり、したがって戦争犯罪であると分類している。 6月29日、国連人権高等弁務官事務所は、ロシア軍と親ロシア派武装グループ、そしてウクライナ軍が民間人を保護する措置を講じずに民間施設の近くに陣取っていることに懸念を表明した。人権局は、特定の軍事目標を攻撃から守るために民間人を意図的に使用する人間の盾の使用に関する報告を受け取った。
ABCニュースとエコノミストは、3月3日から31日にかけてヤヒドネでロシア兵士が300人以上のウクライナ民間人を人間の盾として使用したと報じた。 ロシア軍は近くのチェルニーヒウ市を攻撃するための基地としてこの村を使用しており、地元の学校に大規模な軍事キャンプを設置していた。 近隣地域がウクライナ軍の攻撃にさらされている間、子ども74人と障害者5人を含むウクライナ民間人360人が28日間、学校の地下に非人道的な環境で拘束された。彼らが拘束された地下室は超満員で、トイレ設備も水も換気設備もない劣悪な環境であり、その結果10人の高齢者が死亡した。 目撃者は拷問と殺人事件も報告している。OHCHRによれば、ヤヒドネの学校で起きたことは、ロシア軍が基地を攻撃されないように民間人を利用し、同時に彼らに対し非人道的で屈辱的な扱いをしていたことを示唆しているという。
BBCとガーディアンは、4月1日のロシア撤退後、キーウ近郊でロシア軍がウクライナ民間人を人間の盾として使用した「明らかな証拠」を発見し、ブチャと近くのイワンキフ村の住民、ベラルーシ国境近くのObukhovychi村の住民の目撃証言を引用した。複数の目撃者の報告によると、3月14日、ロシア兵が戸別訪問し検挙した約150人の民間人を地元の学校に監禁し、ロシア軍の防護として利用したという。
国連障害者権利委員会は、障害者がロシア軍によって「人間の盾」として利用されているとの報告を受けたと発表した。
アントニー・ブリンケン米国務長官は、ロシア軍が核施設からウクライナ人に発砲しているとの報道を引用し、ロシアによる積極的な軍事作戦のための原子力発電所の使用は人間の盾の使用に等しいと述べた。
侵攻が始まって以来、ロシアはウクライナが人間の盾を使用したと繰り返し非難してきたが、学者のマイケル・N・シュミット、ネーブ・ゴードン、ニコラ・ペルジーニらはこの主張を民間人の死亡の責任をウクライナに転嫁しようとする試みとして否定している。

## 性暴力
専門家やウクライナ当局者らによると、性暴力がロシア軍司令部によって容認され、戦争の武器として組織的に用いられた形跡があるという。ロシアがキーウの北の地域から撤退した後、銃を突きつけて行われた集団強姦や子供の前で行われた強姦など、ロシア軍がウクライナ民間人に対して行った強姦、拷問、略式殺害の一連の証拠が山積していた。
2022年3月、国連ウクライナ人権監視団は、同国における性暴力のリスクの高まりと被害者による過小報告のリスクを強調した。 6月初旬、監視団はウクライナのさまざまな都市や地域で女性、少女、男性、少年に対して行われた紛争関連の性暴力124件の報告を受け取った。加害者とされる人物は89件でロシアおよび親ロシア分離主義者の軍隊の一員であり、2件ではロシア軍の支配領土での民間人または身元不明の個人であった。
3月下旬、ウクライナの検事総長は、非武装の民間人を殺害し、死亡した男性の妻を繰り返し強姦した疑いで告発されたロシア兵士の事件の捜査を開始した。事件は3月9日にキエフ郊外の村シェフチェンコヴェで起きたとされる。妻は、4歳の息子が家のボイラー室に隠れている間に夫と家族の飼い犬を殺したロシア兵2人に繰り返しレイプされたと語った。この話はロンドンのタイムズ紙によって最初に公開されたが、ロシアのドミトリー・ペスコフ報道官は、この申し立ては嘘だと一蹴した。ウクライナ当局は、2022年2月の侵攻開始以来、ロシア軍による性的暴行と強姦に関する多数の報告が出ていると述べた。ウクライナ国会議員マリア・メゼンツェワは、この種の事件は過小報告されており、他にも多くの被害者がいると述べた。メドゥーザは、ボグダニフカでの同様の事件と他の出来事についての詳細な記事を公開した。
報告された別の事件では、民間人が避難しているマラ・ロハン村の学校にロシア兵が侵入し、若いウクライナ人女性を強姦した。 ヒューマン・ライツ・ウォッチの報告によると、女性はロシア兵に脅され、繰り返しレイプされ、頬、首、髪を切られたという。目撃者の供述によると、犯人の兵士の身元が住民らによって特定された後、ロシア軍によって犯人は逮捕され、住民に対し、兵士は即時処刑されると告げられたという。ウクライナのドミトロ・クレバ外相は、ロシア兵がウクライナの女性達に対して「多数の」レイプをしていると述べた。武力紛争における性暴力のデータベースによると、ウクライナ東部での2014年以来7年間の紛争のうち3年でロシア軍による性暴力が報告されている。
キーウ・インデペンデントが公開した記事には、キーウから20キロ離れた道路脇でロシア兵が焼き払おうとした男性1人と裸の女性2～3人の（毛布に覆われた）遺体の写真が含まれていた。ウクライナ当局者は、女性達はレイプされ、遺体が焼かれたと述べた。ヒューマン・ライツ・ウオッチは、チェルニーヒウ地方とマリウポリでの他の強姦事件の報告も受けた。2022年4月、ABCニュースはキーウ近郊のベレスチャンカ村で「強姦や銃撃、理不尽な処刑」が行われたと報じ、3月9日にロシア兵による妻と女友達に対するレイプを阻止しようとした男性がロシア兵に射殺されたと伝えられている特定の事件を指摘した。
2022年4月12日、BBC ニュースはキーウの西70キロにある村の50歳の女性にインタビューし、彼女はロシア軍と同盟を結んだチェチェン人に銃を突きつけられレイプされたと語った。 近隣住民によると、40歳の女性が同じ兵士に強姦されて殺害されたという。警察はBBCニュースの訪問の翌日、40歳の遺体を掘り起こした。ニューヨーク・タイムズは、ウクライナ人女性がロシア兵に誘拐され、性奴隷として地下室に監禁され、その後処刑されたと報じた。6月3日、紛争下の性暴力に関する国連特別代表プラミラ・パッテンは国連安全保障理事会に対し、女性と少女に対する数十件の暴力的な性的攻撃が国連人権事務所に報告されており、さらに多くの事件が報告されていない可能性があると述べた。パッテンはまた、この国は「人身売買の危機」に陥りつつあると述べた。
2022年7月5日の時点で、ウクライナの国連人権監視団は、強姦、集団強姦、拷問、公衆の面前での強制的剥奪、性暴力の脅迫など、紛争に関連した性暴力28件を確認した。 OHCHRは、強姦や集団強姦を含む11件の事件がロシア軍と法執行機関によって犯されたと報告した。さらに、特にロシアまたは分離主義者の支配下にある地域（マリウポリなど）や争奪状態にある都市との通信が限られているため、事件検証の大きな障壁となっており、性暴力事件の正確な数の追跡やタイムリーな対応が困難である。ロシア軍の撤退に伴い、性暴力の報告がウクライナおよび国際当局、法執行当局者、メディア関係者に報告された。
占領下のイジュームでは、52歳の女性がロシア兵に連行され、夫が殴られている間、繰り返し強姦された。 彼女は夫とともに7月1日に逮捕され、拷問室として機能する小さな小屋に連行された。 ロシア兵らは頭に袋をかぶせて彼女らを脅迫し、その後、彼女の服を強制的に脱がせ、身体をまさぐった上、彼女と家族を辱めるためにその活動の写真を彼女の家族に送ると告げた。女性はその後3日間、部隊の指揮官によって繰り返しレイプされ、同時に他のロシア兵も近くのガレージで夫を殴った。その後、強姦犯は夫に暴行の様子を説明した。彼女は首吊り自殺を図ったが失敗し、その後ロシア兵は彼女を電気ショックで拷問し、屈辱を与えた。ロシア軍の指揮官はまた、女性の銀行口座番号を入手し、彼女の口座から資金を盗んだ。 女性と夫は7月10日にロシア人らに目隠しをされた状態で近くのガソリンスタンドに放り出された。彼らはなんとかウクライナ領土に逃げ、9月にイジュームが解放された後、自宅へと戻った。
2022年9月下旬、ウクライナに関する独立国際委員会の調査団は、委員会が「子供がレイプ、拷問、不法監禁された事件を文書化した」との声明を発表し、これらを戦争犯罪に認定した。同報告書ではまた、ロシアの無差別攻撃で死傷したり、家族から強制的に引き離されたり、拉致されたりした子供についても言及している。
ポルタヴァの産科クリニックの医師らは、ロシア兵に強姦された後子供を産めないよう性器に窓のシーラントを注入された女性達の事例を報告した。

## 略奪

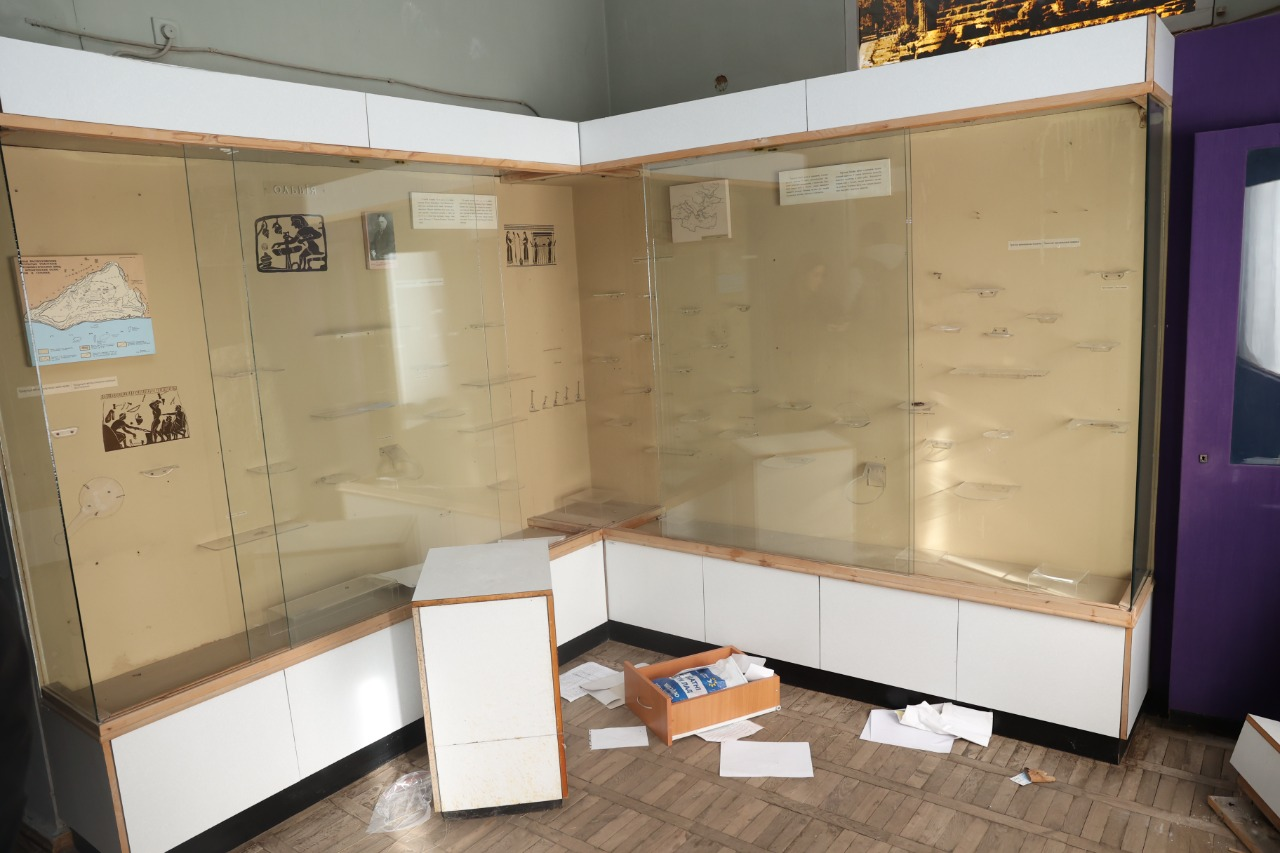
ロシア軍による略奪後のヘルソン郷土史博物館

略奪はいくつかの条約の下で戦争犯罪である。ロシア軍の撤退後、ブチャ虐殺の生存者は、ヒューマン・ライツ・ウオッチ（HRW）に対し、占領中の市民への対応について語った。それによると、ロシア兵が戸別訪問して人々を尋問し、彼らの所持品を破壊したといい、ブチャでロシア軍による、衣服、宝石、電子機器、台所用品、バイクなどの略奪（殺害された民間人のものも含む）もあったという。ウォール・ストリート・ジャーナルのヤロスラフ・トロフィモフ記者は、ウクライナ南部を訪問中にロシア兵が食料や貴重品を略奪していると聞いたと報告した。一か月に渡るロシアの占領後にトロスティアネッツを訪れたガーディアンの記者達は「組織的な略奪」の証拠を発見した。同様に、キーウ近郊のベレスチャンカ村の住民はABCニュースに対し、村がウクライナの支配下に戻る前に、ロシア兵が家々から衣類や家電製品、電子機器を略奪したと語った。
伝えられるところでは、ロシア兵がウクライナの盗品をベラルーシの宅配便で本国に送る様子を映したとされる動画がテレグラムに投稿された。動画には、エアコン、アルコール、車のバッテリー、Epicentr Kの店舗のバッグなどの商品が映っていた。ニュース情報収集サイトのウクライナ・アラートは、放棄されたロシアの装甲兵員輸送車内で見つかった盗難品を映した動画と、伝えられるところによると3台の洗濯機を積んだ破損したロシア軍のトラックの画像を投稿した。傍受された通話でも略奪について言及されており、ウクライナ保安庁が公開したロシア兵による電話の中で、兵士が彼女に「君のために化粧品を盗んだよ」と告げ、彼女は「何も盗まないロシア人がいる？」と応じた。ロシアの配送企業CDEKは、4 月初旬に CCTVのライブストリーミングを停止した。CDEKは、顧客サービスとして配達オフィスの映像をライブ配信して顧客が支店を訪れる前にオフィスの混雑状況を伝えていた。このライブ配信は、リトアニアを拠点とする亡命ベラルーシ反体制派アントン・モトルコによって略奪の証拠として使用された。一部の物品はチェルノブイリ原子力発電所からのものであり、放射性物質を含んでいたり、放射能で汚染されていた。
ロシア軍が「洗濯機や食器洗い機、冷蔵庫、宝石、車、自転車、オートバイ、食器、カーペット、芸術品、子供のおもちゃ、化粧品」などの略奪品を取引するためにベラルーシでバザールを設置したと報じられた。ただ、ロシア兵士はユーロと米ドルでの支払いを求めたものの、通貨制限のため、地元住民にとってそれらでの支払いは困難だった。
ロシア軍による文化施設への略奪やその他の損害に関する広範な主張がウクライナ当局によって提起され、告発の大部分はマリウポリとメリトポリの地域からのものであった。 ウクライナ当局は、ロシア軍がさまざまな博物館から2,000点以上の美術品とスキタイの黄金を押収し、ドンバス地方に移送したと主張した。 ロシアによるウクライナの文化遺産の略奪と破壊を追跡しているウクライナ国内外の専門家らは、2014年のクリミア侵攻から国家の後押しを受けて専門家によって組織的に行われ始めた証拠を挙げている。

## 強制徴兵
2月末、ウクライナの民間人が未承認国家のルガンスク人民共和国とドネツク人民共和国の親ロシア派分離主義者の部隊への参加を強制されたと伝えられている。国連人権高等弁務官事務所は、人々が強制的に集合場所に連れて行かれ、そこで徴兵され、すぐに最前線に送られた事例を文書化した。参加を強制されたのは学校などの公共部門で働く男性達や、地元の「委員会」の代表者に路上で呼び止められた人々もいた。OHCHRが思い出させたように、民間人に敵国に属する武装集団での服務を強制することは、国際人道法の法律と慣習に対する重大な違反となる可能性があり、ICCローマ規程第8条に基づく戦争犯罪となる。 OHCHRはまた、ロシア系武装集団が支配する地域で強制的に動員された一部の徴兵が、適用される戦闘員免責を正当に考慮せずにウクライナ当局によって訴追されていることに懸念を表明した。

## 捕虜の虐待
2022年11月の時点で、国連ウクライナ人権監視団（HRMMU）は、ロシアおよびロシア関連軍に拘束されたウクライナ捕虜159人（男性139人、女性20人）とウクライナに拘束されたロシア捕虜175人（全員男性）に対して聞き取り調査を実施した（ロシア捕虜に対する聞き取りは収容所内で行われ、ウクライナ捕虜に対する聞き取りは釈放後に行われた）。ウクライナ捕虜の大多数は、悲惨な収容環境で拘束され、殴打、脅迫、模擬処刑、電気拷問や体位拷問などの拷問や虐待を受けていたと報告している。数人の女性捕虜は性暴力をするぞと脅され、屈辱的な扱いをされたりヌードを強制されたりした。国連機関はまた、捕虜収容所への「入所手続き」中に死亡した可能性のある9件の情報も収集した。HRMMUの報告書によると、ロシア捕虜らはウクライナ軍のメンバーによる略式処刑、拷問、虐待について信頼できる主張を行ったといい、ロシア人捕虜が刺されたり、電気拷問を受けたりするケースもあった。ウクライナは捕虜虐待疑惑に対する刑事捜査を開始した。

### ロシア人捕虜の虐待

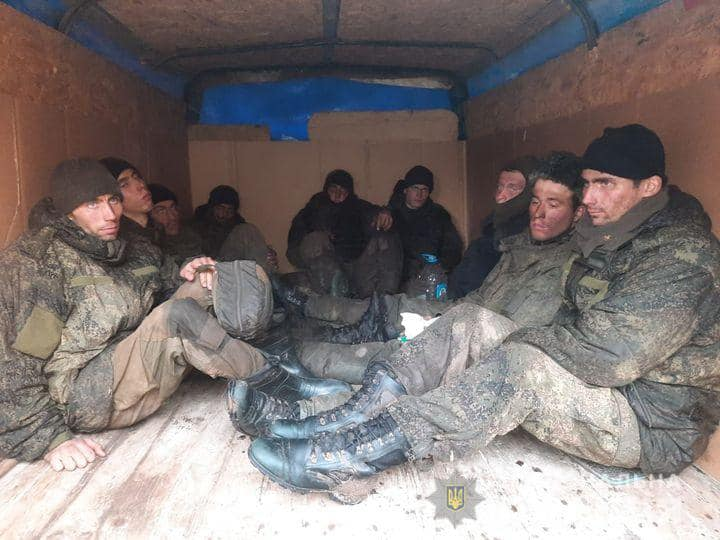
スームィの戦いで捕虜となったロシア兵達

2022年7月31日の時点で、OHCHRはウクライナ勢力における捕虜に対する拷問と虐待事件を50件記録しており、これには殴打、銃撃、刺傷、体位拷問、感電拷問などが含まれる。

#### マラ・ロハンでのロシア兵捕虜の拷問
国際連合人権高等弁務官事務所 (OHCHR)の報告書によると、ウクライナ軍のメンバーがロシア兵捕虜3人の足を撃ち、負傷したロシア兵達を拷問したという。この事件は2022年3月25日の夜にハルキウ市の南東にあるマラ・ロハン村（直近にウクライナ軍が奪還した村）で起きた可能性が高く、この件は3月27日から28日にかけて作者不明の動画がソーシャルメディアアカウントに公開された後に初めて報じられた。複数公開された映像の1つには、地面に横たわる多数の兵士が映され、その多くが足の傷から出血しているとみられる。また、3人の囚人が車から連れ出され、カメラ外にいる何者かに足を撃たれた。

#### 捕虜のロシア兵の処刑疑惑
2022年4月6日、 ジョージア軍団のウクライナ部隊が捕虜となったロシア兵を処刑する様子を映したとされる映像がテレグラムに投稿され、この動画はニューヨーク・タイムズとロイターによって検証された。 負傷した1人のロシア兵が地面に横たわっているところをウクライナ兵に２発撃たれたとみられる。この兵士の近くには、頭部に傷を負い、手を後ろ手に縛られた状態の１人を含む３人のロシア兵の遺体が写っていた。この動画はブチャから11キロ南のドミトリフカ村の北の道路で撮影されたものとみられる。ウクライナ当局は調査を約束した。

#### マキイフカでのロシア兵士の降伏をめぐる論争
2022年11月12日、マキイフカ地区の農場で地面に横たわるロシア軍の軍服を着た兵士達の遺体を映した動画が親ウクライナのウェブサイトに掲載された。11月17日、現場の人物が地上から撮影したさらなる映像が公開された。動画には、建物から出て降伏したロシア兵達は地面にうつ伏せになった後、同じ建物から別のロシア兵が出てきて、驚いたウクライナ兵に向けて発砲する様子が映されていた。 現場の航空映像にはその結末が記録されており、少なくとも12人のロシア兵の遺体のほとんどが降伏したときと同じ姿勢で、頭部の銃撃による傷から血を流していた。
この映像の信頼性はニューヨーク・タイムズによって検証された。ロシアとウクライナは互いを戦争犯罪で非難しており、ロシアはウクライナが「非武装のロシア捕虜を容赦なく銃撃した」と非難し、ウクライナは降伏中にロシア側が発砲したと非難した。ウクライナ当局者らは、この事件が降伏を装ったロシア軍による「背信」の罪に該当する可能性があるため、検事総長室が映像を調査すると述べた。11月25日、フォルカー・テュルク国連人権高等弁務官は、「ウクライナにおける我々の監視団が予備分析を行ったところ、これらの不穏な映像に映っている内容は本物である可能性が高いことが示された」と述べ、ウクライナ当局に対し、ロシア捕虜の略式処刑の申し立てを「独立、公平、徹底、透明、迅速かつ効果的な、そしてそうと見なされている方法で」調査するよう求めた。

### ウクライナ人捕虜の虐待
2022年7月31日時点でOHCHRは、聞き取りを行った35人のうち27人のウクライナ人捕虜がロシアおよび親ロシア派の軍隊または警察官によって拷問を受けていたと述べた。 被害者らは、殴られたり、蹴られたり、警棒や木のハンマーで殴られたり、感電させられたり、処刑や性暴力を行うぞと脅されたり、足を撃たれたりしたと報告している。 OHCHRはまた、ウクライナ捕虜2名が拷問の結果死亡したという情報も入手しており、1名は5月9日にメリトポリ飛行場で殴打されて電気処刑され、もう1名は4月17日にドネツク州オレニフカ近くのヴォルノヴァーハ収容所で撲殺された。

#### 降伏したウクライナ兵士の処刑
国連安全保障理事会アリア・フォーミュラ会合で、米政府のベス・ヴァンシャーク国際刑事司法担当特使は、降伏したウクライナ兵がドネツクでロシア軍によって処刑されたという証拠を米当局が持っていると述べた。 4月20日のロシアの動画で捕虜として映っていたウクライナ兵のうちの一人が、数日後に死亡しているのが確認された。
目撃者の証言と監視カメラ映像では、3月4日にロシアの空挺部隊がブチャで少なくとも8人のウクライナ捕虜を処刑したことを示している。犠牲者は殺害される少し前に国防軍に加わった地元住民だった。

#### ウクライナ人捕虜の拷問と去勢
2023年6月、タイムズ紙は、捕虜交換で解放される前の拘束下でロシア人に拷問され、ナイフで去勢された2人の元ウクライナ兵士について報じた。この男性達を治療していた心理学者は、同僚から同様のケースが他にも多数あると聞いたと報告した。

##### ウクライナ軍に勤務する外国人兵士に死刑判決
ドネツク人民共和国最高裁判所による裁判の後、ウクライナ軍の外国出身の3名、エイデン・アスリン、ショーン・ピナー、ブラヒム・サドゥンが傭兵と宣告され、銃殺刑を言い渡された。 英国出身のアスリンとピナーは2018年からウクライナ軍に勤務しており、サドゥンは2019年にモロッコからキーウに留学し、2021年11月に入隊していた。この判決は、被告らはジュネーブ諸条約の下で捕虜の資格があり、戦争犯罪を犯した罪で告発されてもいないため、違法であるとみなされている。
2022年6月10日、国連人権高等弁務官事務所（OHCHR）は死刑判決と裁判を非難した。OHCHRの報道官は、「捕虜に対するこのような裁判は戦争犯罪に相当する」と宣言し、ウクライナ最高司令部によると、被告は全員がウクライナ軍の一員であるため、傭兵と見なされるべきできはないと強調した。報道官はまた、手続きの公平性について懸念を表明し、「2015年以来、これらの自己完結型の共和国のいわゆる司法が、公聴会、独立性、裁判所の公平性、証言を強要されない権利など、不可欠な公正裁判の保証を遵守していないことを観察している」と述べた。
国際法曹協会は「いかなる『宣告された』死刑の執行も、エイデン・アスリン、ショーン・ピナー、ブラヒム・サドゥンに対する明白な殺人事件となり、国際戦争犯罪とみなされ、あらゆる加害者（いわゆるDPRの「法廷」に関与した者およびこの決定の実行に共謀した者）は戦争犯罪者とみなされる」との声明を発表し、ロシアとウクライナの両国とも死刑を認めていないことも指摘した。
6月12日、ドネツク人民共和国の指導者デニス・プシーリンは、分離主義者達は3人を捕虜としてではなく、金銭目的で民間人を殺すためにウクライナに来た人々とみていると再び表明し、量刑を修正したり軽減したりする理由は見当たらないと付け加えた。 ロシア国家院のヴャチェスラフ・ヴォロージン議長は３人をファシズムの疑いで非難し、死刑に値すると発言を繰り返した。議長は、ウクライナ軍は人道に対する罪を犯しており、キーウのネオナチ政権に支配されていると付け加えた。
6月17日、欧州人権裁判所は、ロシアに対し、（本件で死刑判決を言い渡された者への）死刑執行をしないこと並びに欧州人権条約2条及び3条などの権利を保護することなどを内容とする仮保全措置を命じ、ロシアは依然として裁判所の判決に従う義務があると強調した。 ロシア国家院はロシアにおける同裁判所の管轄権を終了させる法案を承認していたが、（6月17日時点では）まだ署名・成立していなかった。
7月8日、DPRは死刑の一時停止を解除した。 9月21日には親ロシア分離主義者の拘束下にあった死刑判決を受けた者を含む英国人5名が釈放され、またモロッコ国民のブラヒム・サドゥンもウクライナとロシアの間の捕虜交換後に解放された。

##### オレクサンドル・マツィエウスキーの処刑
2023年3月上旬、非武装のウクライナ捕虜が喫煙中に「ウクライナに栄光あれ」と言った後、殺害される様子を映した映像が公開された。この捕虜を担当している（カメラ外の）ロシアの士官は「死ねビッチ！」と叫び、彼に向けて機関銃を何発も撃った。ウクライナ大統領府はこの処刑を「残忍な殺人」と呼んだ。

#### 捕虜となったウクライナ兵への拷問
2022年7月22日、ヒューマン・ライツ・ウォッチは、ヘルソン州とザポリージャ州の占領地域で、領土防衛隊の隊員であるウクライナ捕虜3名が拷問を受け、そのうち2名が死亡したことを文書化した。

##### プリヴィリアでウクライナ人捕虜の去勢と殺害
2022年7月28日、縛られ猿ぐつわをされたウクライナ捕虜をロシア兵がカッターナイフで去勢する動画がロシアのソーシャルメディアに投稿された。翌日、おそらく同じロシア兵と思われる2人の男が拷問の末に、捕虜の頭を撃つ様子を映した続きの動画が投稿された。
8月5日、ベリングキャットのグループは、この動画の位置情報（撮影された場所）がルハンシク州プリヴィリアにあるプリヴィリア療養所と特定され、犯人と思われる人物に電話で聞き取りを行ったと報告した。動画には、「Z」のマーク（ロシアの軍用車両を明示する記号であり、ロシアのプロパガンダで使用される軍国主義のシンボル）が付いた白い車も映っている。同じ車は、6月にロシアが占領したセヴェロドネツク市で撮影された「アフマト」戦闘員グループの映像でも見ることができる。プリヴィリアは7月初旬からロシア軍に制圧・占領されていた。ベリングキャットは、特徴的なつばの広い黒い帽子をかぶった主犯格（トゥヴァ共和国の住民）を含む関与した兵士らを、ウクライナ戦争でロシア側で戦っているチェチェンの準軍事組織カディロフツィ「アフマト部隊」のメンバーであると特定した。調査では、動画には改ざんや編集の証拠が含まれていないことも判明した。

#### 斬首と切断
2023年4月、斬首されたウクライナ兵を映したと思われる2本の動画が流出した。ワグネル・グループの傭兵が撮影したいわれているある動画には、破壊された軍用車両の近くに頭と手が無い２人のウクライナ兵の遺体が写っており、動画の撮影者はロシア語で、車両が地雷の上を走ったと説明していた。2番目の動画には、ロシア兵がナイフを使ってウクライナ捕虜の首を切る様子が映っていた。ウクライナの国連人権監視団は「残念ながら、これは単独の事件ではない」と述べた。

## ジェノサイド
ウクライナ、カナダ、ポーランド、エストニア、ラトビア、リトアニア、チェコ共和国、アイルランドの議会を含むいくつかの国会は、この侵略はジェノサイドであると宣言した。 ユージン・フィンケル、ティモシー・スナイダー、ノーマン・ナイマーク、グレゴリー・スタントン、法律専門家のOtto Luchterhandt、ザハール・トロピンなどのジェノサイド研究者は、ジェノサイドの定義では、ジェノサイドの立証には特定の行為とジェノサイドの意図も必要であると述べた。2022年3月4日に人権弁護士のフアン・E・メンデスは、ジェノサイドは調査に値するが、推定されるべきではないと述べ、4月13日にアレクサンダー・ヒントンは、ジェノサイドの意図を立証するにはロシアのプーチン大統領のジェノサイドのレトリックを戦争犯罪と結びつける必要があると述べた。
30人のジェノサイド研究者と法学者による報告書では、ロシア国家はウクライナでジェノサイドを扇動した罪で有罪であること、ロシアはジェノサイド条約で禁止されている行為を犯していること、新たなジェノサイドが起こる重大な危険が存在しており、条約締約国にはそれを防ぐための措置を講じる義務があると結論づけた。

## 国内の法的手続き

### ウクライナ
2月25日、ウクライナのドミトロ・クレーバ外相は、ロシアは戦争犯罪を犯しており、外務省とウクライナ検事総長は幼稚園や孤児院への攻撃を含む事件に関する証拠を収集しており、その証拠はICCへと「直ちに移送される」と述べた。3月30日、ウクライナの首席検察官は、ロシアの侵略に対して2500件の戦争犯罪の立件を進めていると発表した。5月13日、非武装の民間人射殺を命じられた1人のロシア兵に対する最初の戦争犯罪裁判がキーウで始まり、この兵士はすぐに罪を認めた。その後まもなくして他の2人のロシア下級兵がハルキウの住宅高層ビルにミサイルを発射したとして戦争犯罪容疑で裁判にかけられ、彼らも有罪を認めた。
ウクライナ検察を支援するために、いくつかの国際法務チームが結成された。
EU合同調査チーム
ブチャ虐殺の余波を受けて、EUは戦争犯罪と人道に対する罪を調査するウクライナとの「合同調査チーム」（JIT）を設立した。 合同捜査チームの枠組みの中で、欧州司法機構（ユーロジャスト）と欧州刑事警察機構（ユーロポール）による捜査官と法律専門家の集団が、ウクライナ検察への支援を提供するために用意されている。2022年4月6日、メリック・ガーランド米司法長官は、米司法省がユーロポールとユーロジャストの検察官の捜査を支援しており、司法省と国務省はウクライナの検察も支援する努力をしていると発表した。
2023年4月、欧州刑事警察機構のJITはウクライナにおける戦争犯罪捜査に大量虐殺という犯罪を追加することに同意した。
ウクライナでの犯罪の責任に関するタスクフォース
2022年3月下旬、ウクライナ検察が2022年のロシアのウクライナ侵攻に関連した戦争犯罪やその他の犯罪の法的訴訟を調整するのを支援するプロボノの国際弁護士グループ「ウクライナでの犯罪の責任に関するタスクフォース」が設立された。
残虐犯罪諮問グループ
2022年5月25日、ウクライナにおける戦争犯罪やその他の残虐行為を起訴する法的責任を負うOPG（ウクライナ検事総長）の戦争犯罪部門に、戦略的助言と運営上の支援を提供するEU、アメリカ、イギリスによる共同グループ「残虐行為犯罪諮問グループ」（ACA）の設立が発表された。

### その他の国
エストニア、ドイツ、ラトビア、リトアニア、ノルウェー、ポーランド、スロバキア、スペイン、スウェーデンを含む一部の国は、2022年3月と4月に、国際人道法の普遍的管轄権の原則に基づいて、2022年のロシアのウクライナ侵攻における戦争犯罪の捜査を実施すると発表した。 
2023年12月5日、米当局は、ロシアによるウクライナ侵攻で米国人に対する戦争犯罪を犯したとして、ロシア軍部隊の指揮官ら4人を起訴した。米司法省によると、米市民に対する戦争犯罪に関する連邦法に基づく初の起訴という。

## 国際法的手続き
ロシアのウクライナ侵攻に起因する事件を管轄する国際裁判所には、国際刑事裁判所、国際司法裁判所、欧州人権裁判所などがある。
2022年6月時点で1万5000件以上の係争事件があるウクライナの裁判所では訴訟が滞り、ウクライナでの戦争犯罪捜査に協力している国際機関や外国の数が多いため、国内外の取り組みを一元化するための特別なハイブリッド法廷の創設を求める声が上がっていた。5月、特別国際法廷を設立するという考えが欧州議会議員のグループによって正式に支持された。国連の枠内での特別法廷の設置は、安全保障理事会の常任理事国としてのロシアの立場と、国連総会で必要な３分の２の多数を集めるのが難しいことによって妨げられる可能性がある。

### 国際刑事裁判所

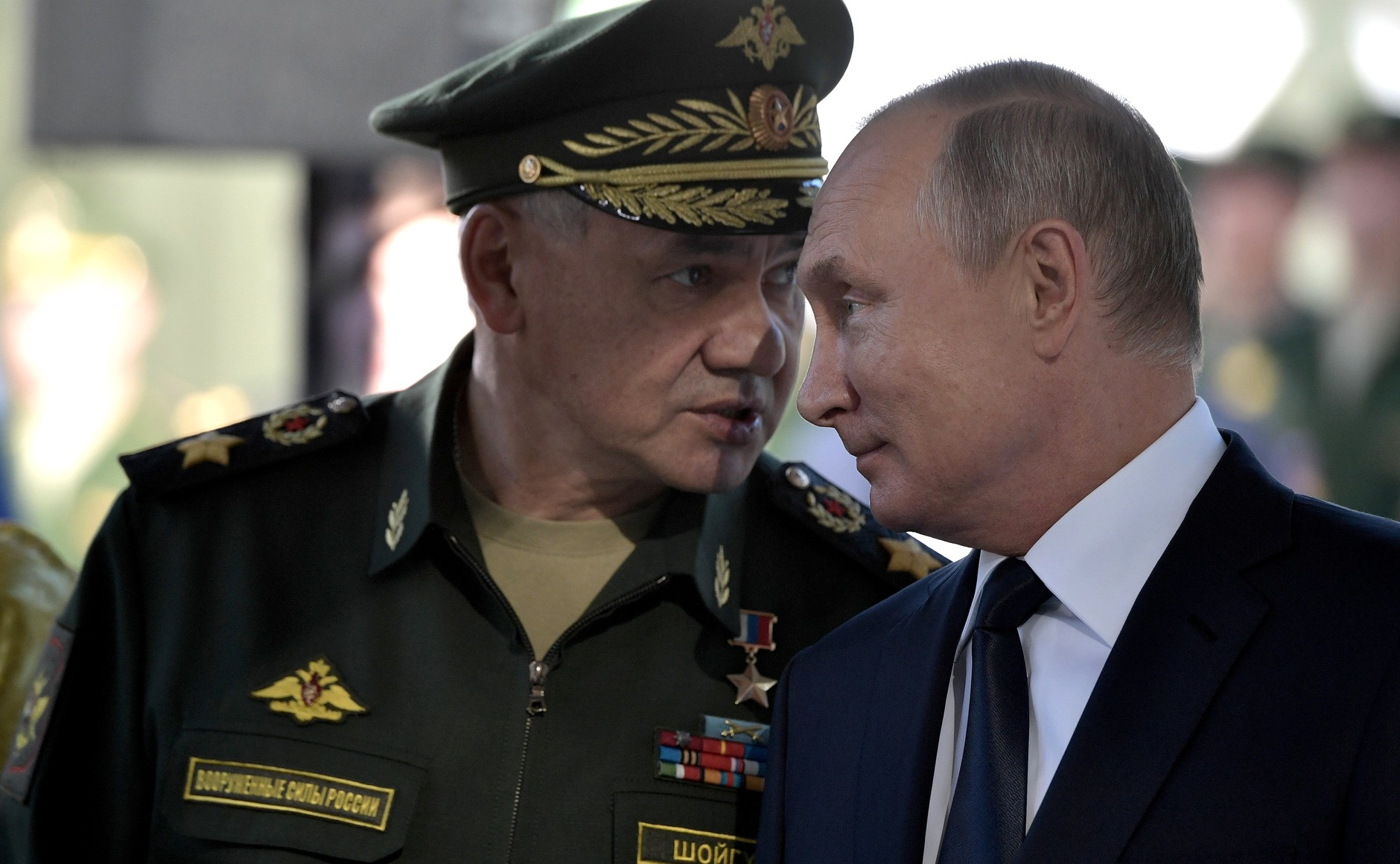
ロシアのウラジーミル・プーチン大統領（右）とセルゲイ・ショイグロシア国防相（左）は両者とも戦争犯罪人とみなされている。

2022年2月25日、ICCのカリム・アハマド・カーン検事は、ICCは「管轄権を行使し、ウクライナ国内で行われたジェノサイド行為、人道に対する罪、または戦争犯罪を捜査することができる」と述べた。2月28日、カーンは、ICCが全面的な調査を開始すると述べ、チームに対し「あらゆる証拠保全の機会を模索する」よう要請したことを明らかにし、ICC加盟国がこの事件を調査に付託した場合、正式に調査を開始するのがより迅速になるだろうと述べた。リトアニアのイングリダ・シモンテ首相は同日、同国がＩＣＣの調査開始を要請したと述べた。
2022年3月2日、すでに39カ国がウクライナ情勢をICC検察官に付託しており、ICC検察官は2013年11月21日以降にウクライナで行われた戦争犯罪、人道に対する罪またはジェノサイドの過去および現在の申し立てについて捜査を開始することができる。 3月11日、2件の追加の付託がICC検察官に提出され、検察官は捜査を開始すると宣言した。検察庁は、証拠を持った人が捜査官との連絡を開始できるオンライン方法を確立し、証拠収集を開始するために捜査官、弁護士、その他の専門家からなるチームがウクライナに派遣された。
ウクライナもロシアも、ICCの法的根拠であるローマ規程の締約国ではないが、ウクライナが2013年11月21日以降に同国で行われた犯罪に対するICCの管轄権に同意する2つの宣言に署名したため、ICCは捜査の管轄権を有している。ローマ規程の第 28 条 (a) および第 28 条 (b) は、関与する軍隊の指揮系統の指揮責任と上位責任との関係を定義している。
6月10日の時点で、ICCの捜査には40人以上の捜査官が派遣されており、これはICC史上最大規模の取り組みであり、事件を処理するための特別法廷または国際法廷の創設を求める声も上がっている。
6月中旬、オランダの総合情報保安局（AIVD）は、ロシア軍参謀本部情報総局（GRU）のスパイがブラジル人を名乗ってICCでインターンとして働くためオランダに入国しようとしたが阻止され、ブラジルに強制送還されたと発表した。AIVDは声明で、「もしこのスパイがICCで働くことに成功していたなら、情報を集め、情報源を探し、ICCのデジタルシステムにアクセスできように手配したはずだ」と指摘し、「そうなれば、GRUが求めている情報の入手に、大きく貢献することができたはずだ。また、ICCの刑事手続きに影響を与えることができたかもしれない」と述べた。

### 国際司法裁判所
2月27日、ウクライナは、ロシアがウクライナ侵略の正当化のために根拠のないジェノサイドの告発を行い、ジェノサイド条約に違反したと主張する訴状を国際司法裁判所に提出した
3月1日、国際司法裁判所はロシアに対し、暫定措置に関する決定が有効になるように「行動する」よう正式に求めた。2022年3月7日、国際司法裁判所の所在地であるオランダのハーグにある平和宮で、ウクライナの暫定救済を受ける権利を決定するための最初の公聴会が開かれた。ロシア代表団はこれらの手続きには出廷しなかったが、 書面による声明を提出した。
2022年3月16日、裁判所はウクライナ側の訴えを認め、ロシアに対して直ちに軍事行動をやめるよう命じる暫定的な命令を出し、ロシアのキリル・ゲヴォルジャン副議長と中国のシュエ・ハンチン判事は反対した。裁判所はまた、全会一致で「両当事者に対し、裁判所での紛争を悪化させたり延長させたり、解決をさらに困難にする可能性のある行動を控えるよう求めた」。

### 侵略犯罪の専門裁判所の提案
欧州評議会は「ロシア連邦の政治的・軍事的指導者」が犯した「侵略犯罪を捜査し訴追する」ための国際刑事裁判所の設置を求めた。 欧州評議会の提案によれば、裁判所はフランスのストラスブールに置かれ、国際慣習法で確立された「侵略犯罪の定義を適用」し、「国際逮捕状を発行する権限を有し、主権免除や国家元首、政府の長、その他の国家公務員の免除によって制限されない」。 同様に、欧州委員会やNATO加盟国国会議員会議などの他の国際機関、およびウクライナ政府を含むいくつかの政府も 侵略犯罪を裁く専門裁判所の設立を支持した。
2022年11月、NATO加盟国国会議員会議はロシア連邦をテロ組織に指定し、「ロシアが対ウクライナ戦争で犯した侵略犯罪を訴追するための国際裁判所の設立に向けて共同行動をとる」よう国際社会に呼び掛けた。2022年11月、欧州委員会は、欧州連合がロシアを侵略犯罪で捜査し訴追するための専門裁判所の設立に取り組むと発表した。

## その他の国際機関

### ウクライナに関する国際調査委員会
2022年3月4日、国連人権理事会は、ロシアによるウクライナ侵攻を受けて現地の人権状況を調査する（3人の独立専門家で構成される）委員会を設置する決議案を採択した（賛成32、反対2、棄権13）。2022年9月23日、委員会は、ウクライナの数十の場所での無差別殺害、子供に対する性暴力、拷問の事例を含む、ロシア軍による人権侵害を確認した。委員会は、広範囲に影響を与える爆発兵器が人口密集地域の民間人に甚大な被害と苦痛を与え、処刑の痕跡が目に見える犠牲者が発見されたことを確認したと発表し、子供たちがレイプ、拷問、不法に監禁された事件を文書化した。子供達はまた、爆発兵器による無差別攻撃でも死傷している。

### 国連ウクライナ人権監視団
ウクライナ国内での全当事者による人権侵害の監視を2014年から行っている国連ウクライナ人権監視団（HRMMU）は、2022年のロシア侵攻中も監視を継続し、ウクライナに60人の監視員を配置した。2022年3月30日、HRMMUはロシアによるクラスター弾使用に関する24件の「信頼できる申し立て」と侵攻中の医療施設への被害77件を記録した。 ミシェル・バチェレは、「民間物の大規模な破壊と多数の民間人の犠牲者は、区別、比例、予防策の基本原則が十分に遵守されていないことを強く示している」と述べた。

### 欧州安全保障協力機構
2022年4月12日にOSCE民主制度・人権局（ODIHR）が発表した報告書では、ほとんどの申し立ての詳細な評価は不可能だったが、今回の任務でロシア軍による戦争犯罪の明確なパターンを発見したと述べた。OSCEの告書によると、ロシア軍が無差別かつ不均衡な攻撃を控えていたら、民間人の死傷者数ははるかに少なく、家屋、病院、学校、文化財の損傷や破壊も少なかったという。報告書は、主にロシアの直接・間接支配下にある地域における軍事占領に関する国際人道法違反と国際人権法違反（生命の権利、拷問やその他の非人道的で品位を傷つける扱いや刑罰の禁止）を非難した。

## 国際社会の反応

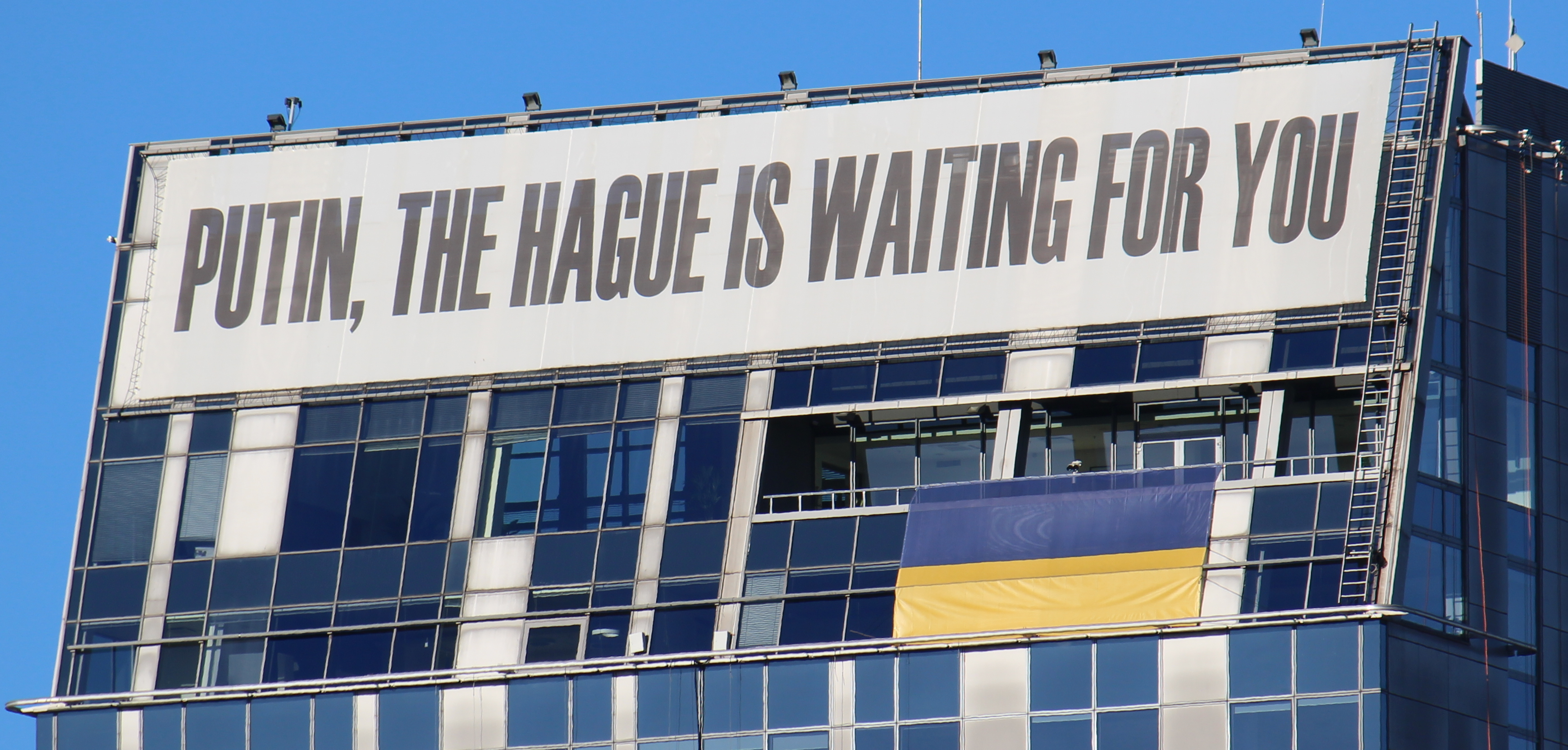
ヴィリニュス自治体が掲げたバナー

2022年2月の庶民院（下院）の論評で、イギリスのボリス・ジョンソン首相は「無実のウクライナ人を殺害するためにロシア人を戦闘に送り込んだ者は何者であっても罪に問われる可能性がある」と述べ、更に「プーチン大統領は世界と歴史の目に非難されるだろう」と述べた。
3月16日、バイデン米大統領はプーチン大統領を戦争犯罪人と呼んだ。3月23日、アントニー・ブリンケン米国務長官は「現在入手可能な情報に基づいて、米政府はロシア軍のメンバーがウクライナで戦争犯罪を犯したと評価している」と発表した。1週間後、米国務省はロシアが戦争犯罪を犯したとの正式な評価を発表した。 2022年4月12日、バイデン大統領はロシアのウクライナ侵攻がジェノサイドに該当するとの見方を示し、「ウクライナ人でいることを不可能にしようとするプーチン大統領の試みが明白になりつつある」と付け加えた。
2022年4月3日、フランスのジャン＝イヴ・ル・ドリアン外相は、ウクライナの町、特にブチャでのロシア軍による虐待は戦争犯罪の可能性があると述べた。 4月7日、フランスのエマニュエル・マクロン大統領は、ウクライナの町ブチャでの殺人は「戦争犯罪の可能性が非常に高い」と述べた。
国連総会は2022年4月7日、ウクライナで「重大かつ組織的な人権侵害」を行ったとして、ロシアの国連人権理事会理事国としての資格を停止する決議を採択した。